# 臺中市
24°15′N 120°40′E / 24.250°N 120.667°E
臺中市，通稱臺中、台中，為中華民國的六個直轄市之一，也是中臺灣唯一的直轄市。周邊與六個縣相鄰，北鄰苗栗縣、新竹縣，南鄰彰化縣、南投縣，東隔中央山脈與花蓮縣相鄰，東北以中央山脈和雪山山脈毗鄰宜蘭縣，西臨臺灣海峽。全市面積2,215平方公里，設籍人口約286萬人，為臺灣第二大城市，也是臺灣第二大都會區「臺中都會區」的核心都市，並常與彰化縣、南投縣合稱「中彰投地區」。臺中市擁有台灣第二大港口，市內的清泉崗基地為全台最大的空軍基地。
「臺中」意即「臺灣之中央」，名稱始於日治時期。在清代以前，臺中便開始出現聚落，但不如鄰近的鹿港一帶繁榮。其現代化城市的雛形，是於1900年在臺灣日治時期市區改正之後形成。日治時期因日人刻意打造成現代化城市，以市區改正政策將早期的市區規劃，整治流經市區的綠川和柳川，因市區植有柳樹，幽靜美麗，在日治時期日人宣傳片介紹中有「臺灣的京都」之稱。

## 歷史

### 史前時期
17世紀的台中為原住民道卡斯族、巴布拉族、巴則海族、洪雅族等臺灣平埔族和泰雅族部落的生活範圍。當時的巴布拉族與貓霧捒族、巴則海族、洪雅族、道卡斯族已成立大肚王國。

### 明鄭時期及清治時代
明鄭王朝鄭經繼位之後，改號東寧，隸屬天興州。清康熙22年（1683年），施琅攻下臺灣，次年設臺灣府，將天興州改為諸羅縣（今嘉義縣至基隆市）。雍正元年間，設立彰化縣（今雲林至臺中）。1887年，臺灣建省之後改為臺灣府（今雲林至苗栗），而台灣建省的首任巡撫是劉銘傳，將臺灣省城選在台中市建設，但繼任巡撫將省城移至臺北府後，就因預算不足，因此停擺，此時尚未有「台中」之名稱。

### 日治時期

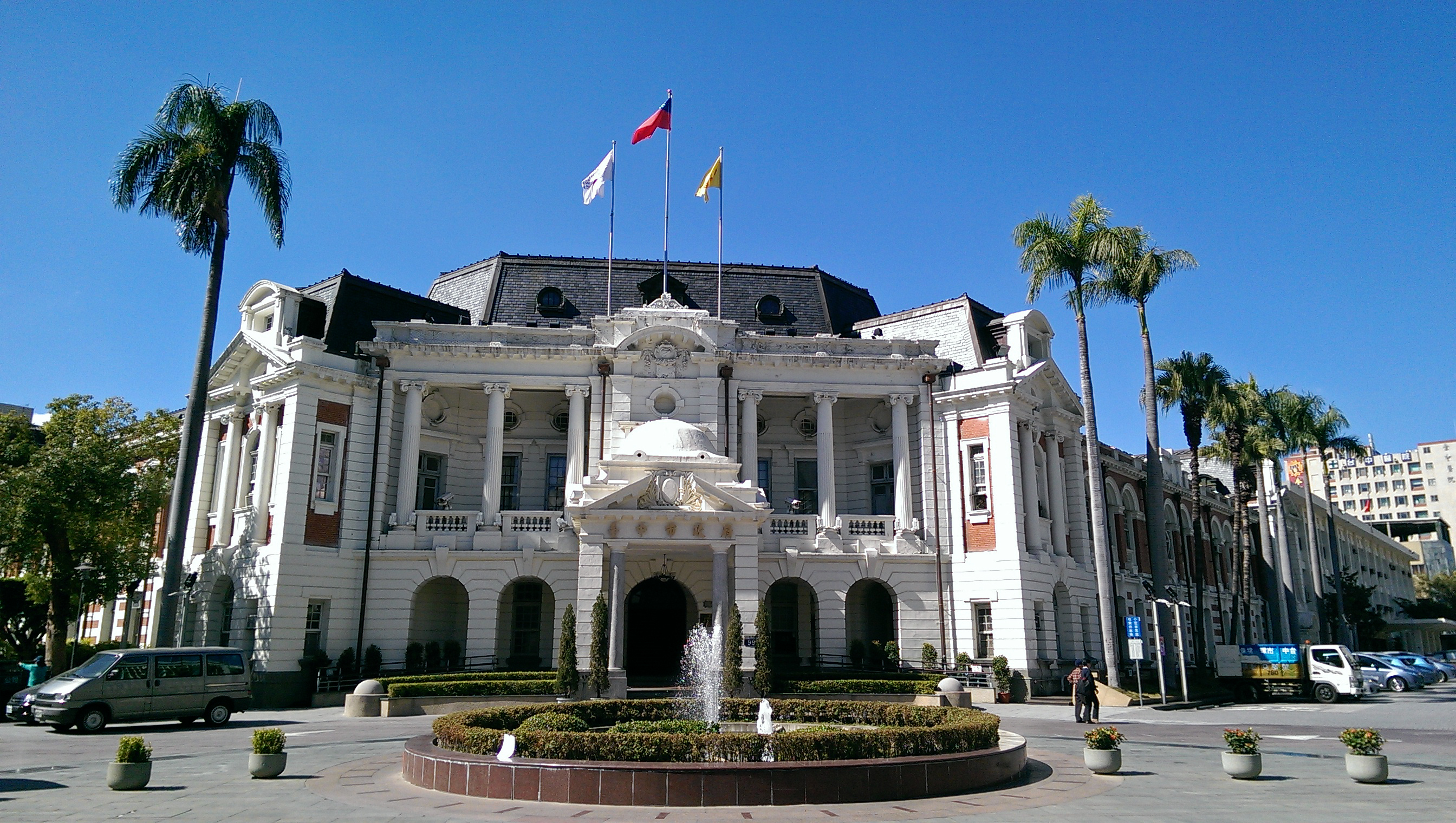
日治時期1913年所建的臺中州廳，戰後為省轄臺中市政府

日治時期，1895年8月改為台灣民政支部。1896年設立臺中縣（約今苗栗縣、臺中市、彰化縣、南投縣及雲林縣），「臺中」之稱始於此。1901年廢縣，分拆為五個廳，其中原縣轄臺中辨務署範圍成為臺中廳。1909年，彰化廳併入臺中廳。迨1920年，又與南投廳合併，並改為臺中州；下設臺中、彰化兩市及大屯、豐原、東勢、大甲、彰化、員林、北斗、南投、新高、能高、竹山等十一郡五十七街庄。州設州廳，郡市設郡市役所，街庄設街庄役場，分層辦理地方事務。
最初臺中市市域分為臺中、頂橋子頭、公館、東勢子、旱溪、下橋子頭、樹子腳、番婆、半平厝、後壠子十個大字。1932年（昭和7年）9月15日，大屯郡北屯邱厝子之一部併入新高町。又於1941年（昭和16年）9月13日，將大屯郡北屯庄墘溝子、賴厝廍、邱厝子亦併入臺中市宮北，南屯土庫、麻園頭併入臺中市。

### 戰後時期

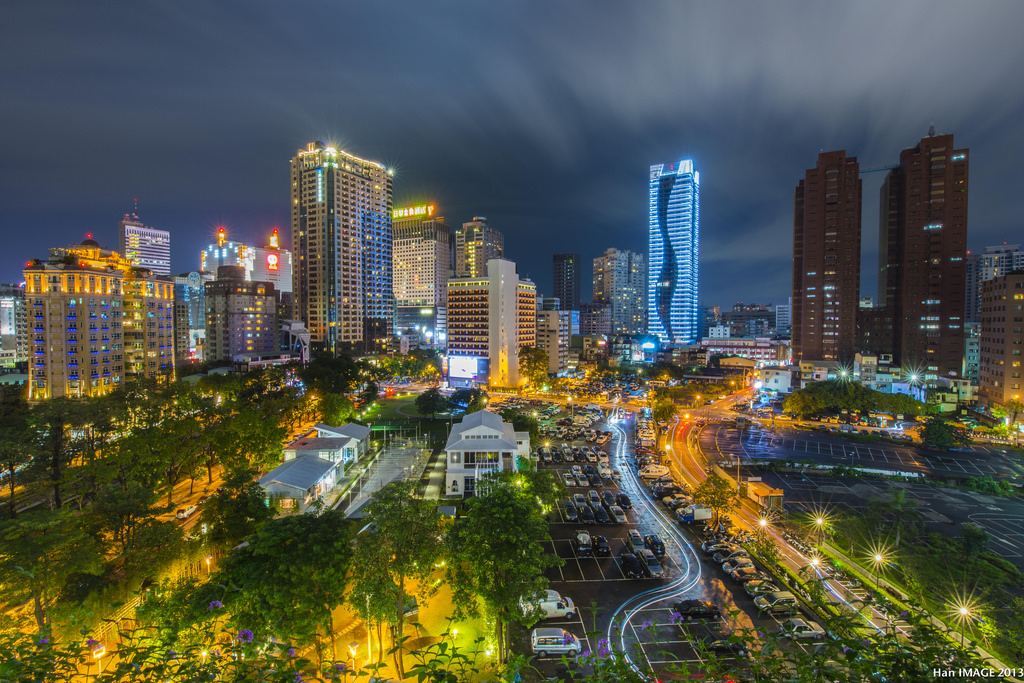
臺中市區的天際線

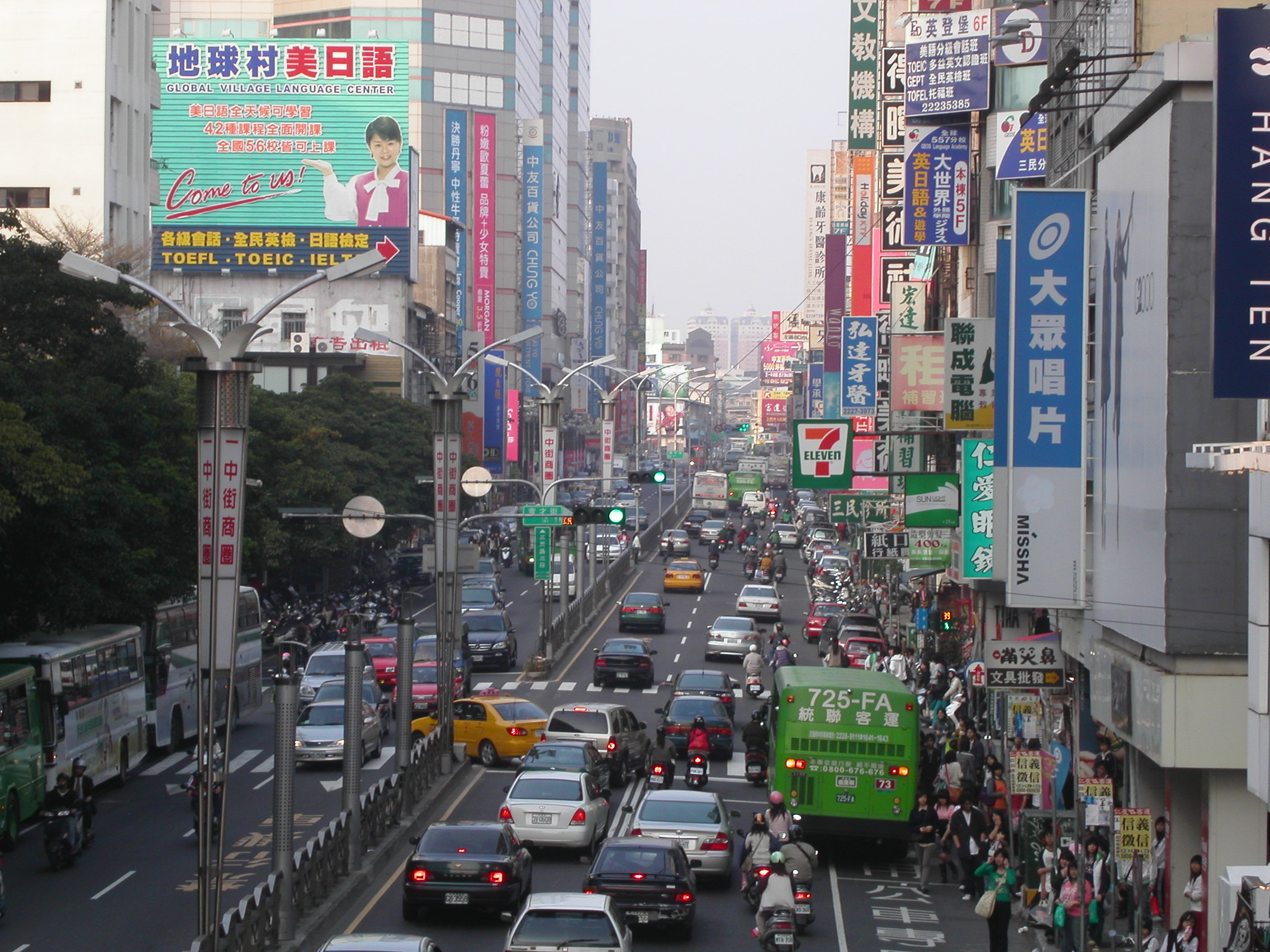
臺中市區一中商圈三民路口

#### 省轄市與縣分隔時期

##### 原臺中市
- 1949年中華民國政府遷台後，延續原臺中市的行政區劃，並改制為省轄市。
- 1947年2月1日，臺灣省行政長官公署將臺中縣大屯區北屯、西屯、南屯等三個鄉劃入臺中市[22]。

##### 原台中縣

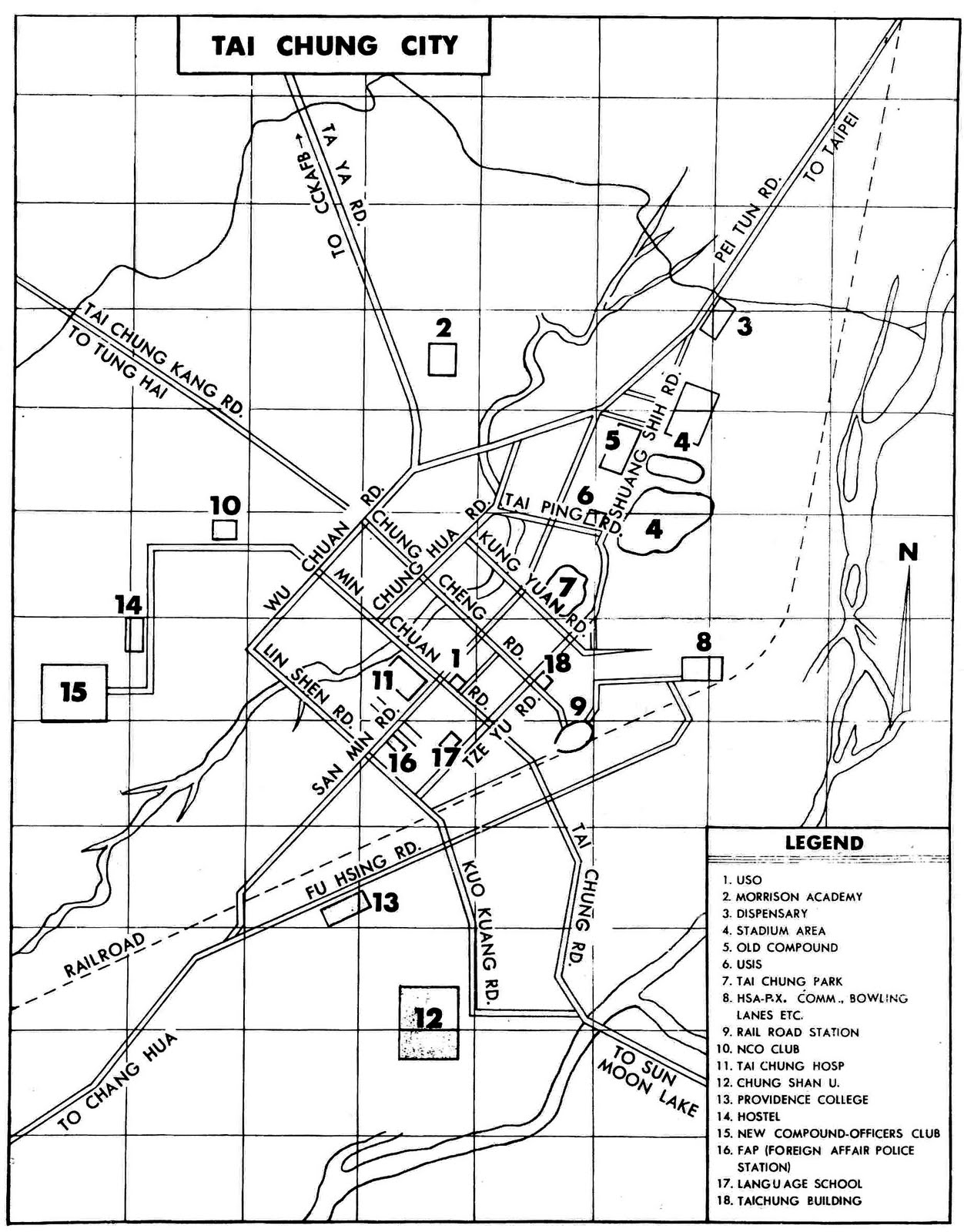
1967年，美國空軍繪製的臺中市中心地圖，可見駐台美軍設施在台中市區的分佈

- 1945年戰後，原臺灣日治時期之臺中州改為「臺中縣」，縣治設於員林鎮；原轄下臺中、彰化兩市，獨立成為省轄市。
- 1946年完成大屯等十一郡改設區署（11區），街庄改設鄉鎮（60個）。
- 1947年將大屯區所屬之南屯、西屯、北屯三鄉，劃入臺中市。
- 1949年3月，原東勢區和平鄉、玉山區信義鄉及能高區仁愛鄉合併增設為中峰區
- 1950年7月臺中縣轄12區，共59鄉鎮。
- 1950年行政區域調整，原臺中縣、彰化市合併劃分為臺中、彰化、南投三縣，彰化市降為縣轄市，臺中縣縣治移往豐原鎮。
- 1973年和平鄉之梨山、平等村獨立為梨山建設管理局（省轄）
- 1976年3月1日，豐原鎮改制為豐原市。
- 1980年12月2日和平鄉之梨山、平等村再回歸和平鄉管轄。
- 1993年11月1日，大里鄉改制為大里市。
- 1996年8月1日，太平鄉改制為太平市[22]。

##### 縣市合併之策劃
- 2009年4月3日，攸關三都十五縣國土重畫的法源依據「地方制度法部分條例修正案」經立法院三讀通過。[23]
- 10日後，臺中縣、市政府共同協商的「臺中縣市合併升格直轄市改制計畫書」拍板定案，新市府設於七期重劃區新市政中心，議會位址則由行政院決定。[24]
- 同月17日，縣議會唱名表決，以53票通過[25]；20日，臺中市議會的表決，雖有民主進步黨籍市議員反對具爭議的表決方式，但最終仍由議長張宏年宣布多數支持以鼓掌聲通過[26]。
- 23日，該計劃書送交內政部審議[27]。
- 2009年6月23日「臺中縣市合併改制直轄市」案經內政部審查通過；7月2日行政院亦正式通過此案，並於2010年底改制。

#### 縣市合併直轄市時期
- 2010年12月25日，臺中縣市正式合併升格為直轄市，原省轄臺中市8區，臺中縣21鄉鎮市，共下轄29區。[22]臺中市政府啟用臺灣大道市政大樓，並以此作為主要之辦公廳舍。

## 地理
臺中市境北與苗栗縣與新竹縣接壤、南臨彰化縣、南投縣、東方與宜蘭縣、花蓮縣相鄰。

### 地形

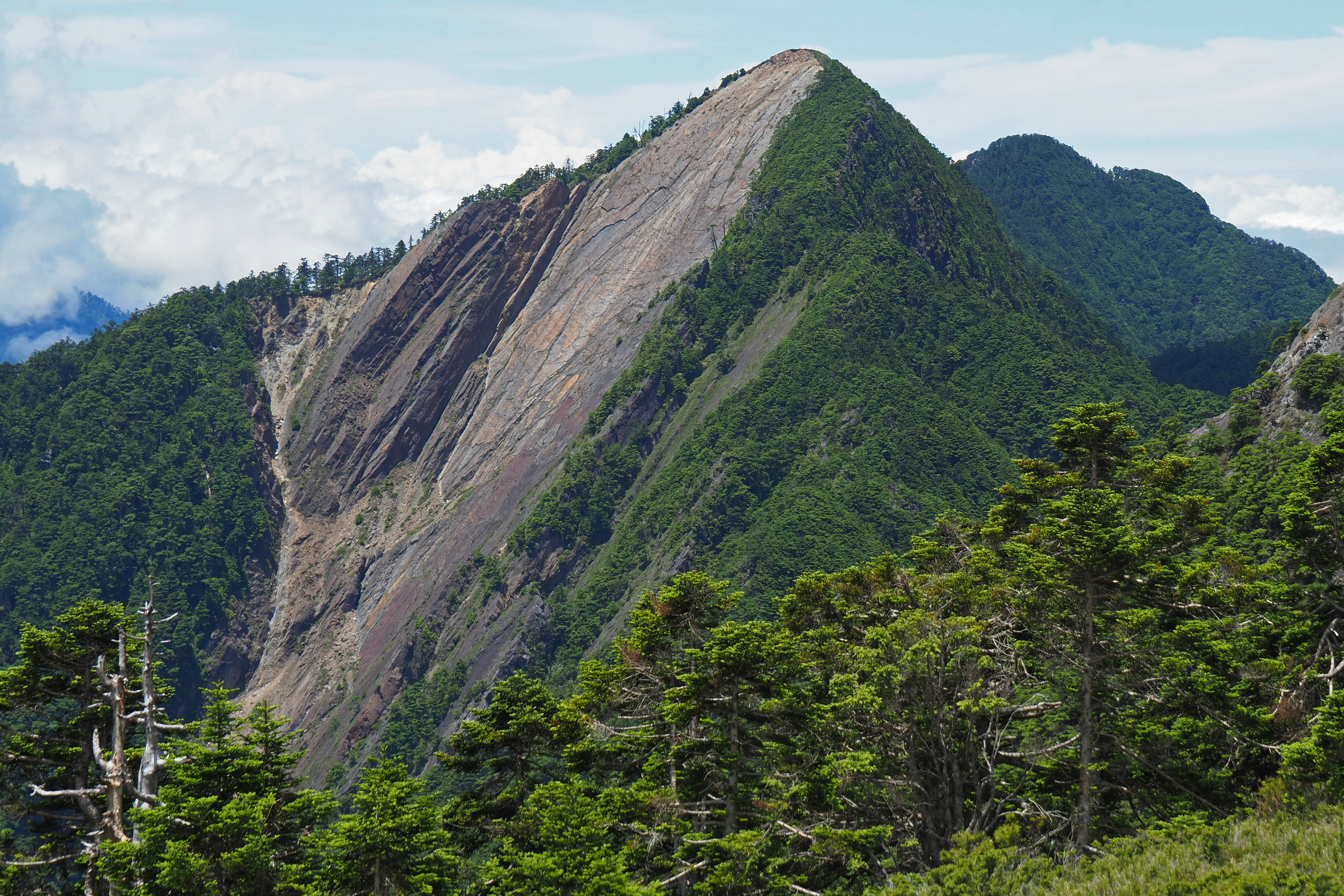
位於和平區梨山里中心的佳陽山，地質為始新世至漸新世形成的四稜砂岩或白冷層，以砂岩和板岩為主，為雪山山脈典型的地質組成。其東南面獨特的峭壁是由層面完整的板岩構成

臺中市概觀平地與山地約各佔一半，其中山地幾乎位於和平區內，該區約占全市面積的46%。

#### 山區（東部）
東半部和平區為雪山山脈南端，與臺灣省苗栗縣交界之雪山主峰海拔3886公尺，為臺中市最高點，亦是臺灣本島第二高峰，最東邊靠近花蓮縣的梨山地區則屬於中央山脈西緣。山地中央有大甲溪貫穿，由於該區山地高低落差大，因此溪流貫穿力強、水利資源豐沛，沿線設有大甲溪發電廠，共五座主壩與七座電廠。

#### 都市、屯區（中央）
中央部為盆地與丘陵。該區中央為佔最大面積的臺中盆地，是臺中市的人口稠密區，係因烏溪與大甲溪沖積扇堆積而成，此平地海拔高度較本島其他平地高出許多，位於扇頂之豐原區海拔達200公尺，而位處盆地中央之臺中氣象站亦達84.04公尺，為本島平地氣象站中海拔最高者，而最低處則是烏溪畔的20公尺。盆地周遭有陡升高地，分別是西側南北向的大肚台地、北側東西向的后里臺地、東側的新社河階群，另外盆地東緣有加里山山脈之丘陵地，如大坑、太平、霧峰，並有車籠埔等斷層線通過。

#### 海岸（西部）
西部海岸線濱臺灣海峽，與盆地之間有臺地阻隔，且中間亦有斷層線經過。此處地區以清水隆起海岸平原、大甲扇狀平原等平地為主，因緊鄰大肚臺地，此區域內河川稀少，僅有最南端之烏溪出海口、中間的大甲溪出海口、與最北側之大安溪出海口，也因為此區有大肚台地阻隔，早年來往臺中盆地的交通甚為不便，生活自成一格，與臺中聯繫較不緊密。

### 地質

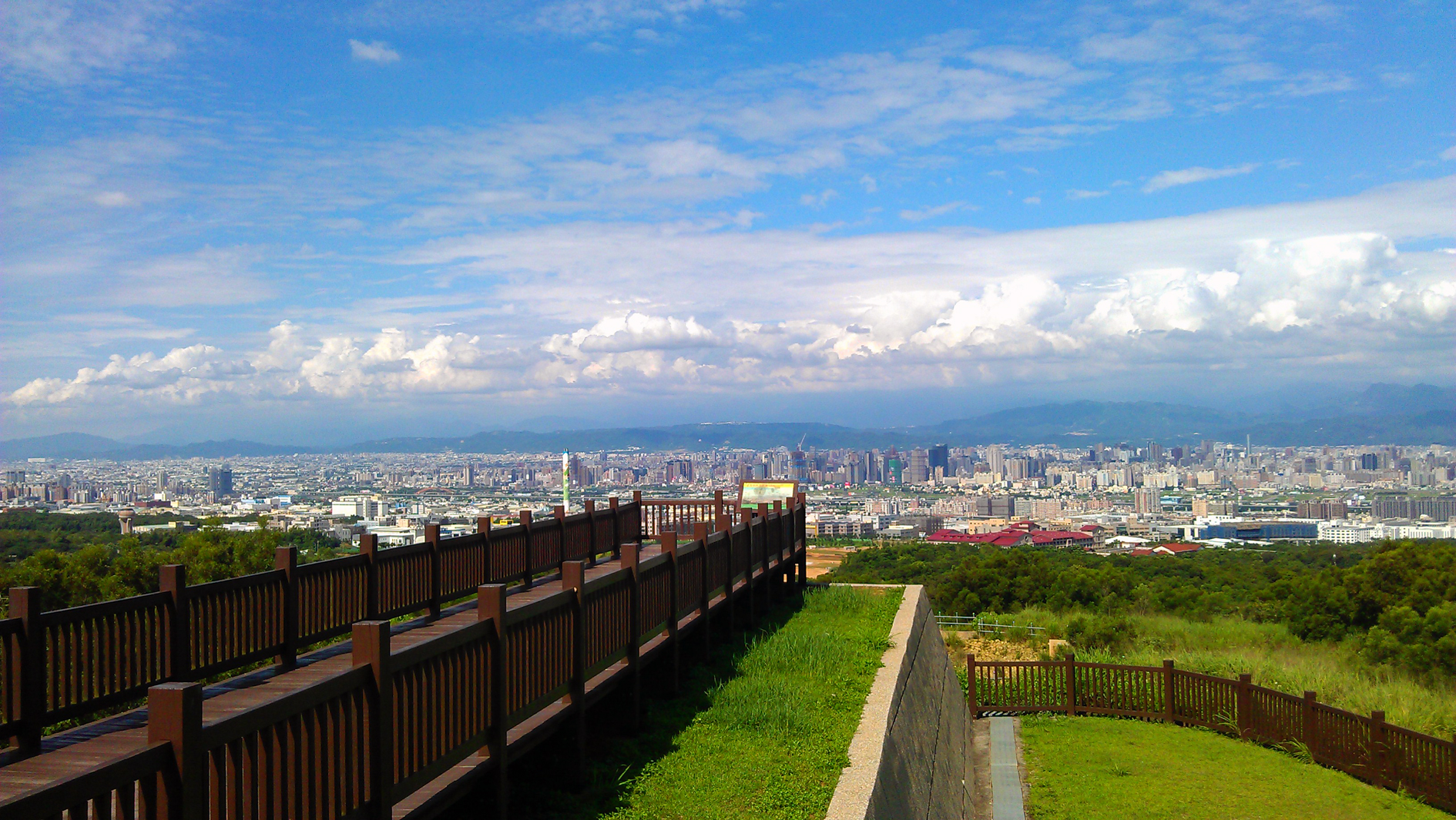
由望高寮夜景公園鳥瞰臺中盆地

臺中市深層主要都是卵礫石結構，為六都中較無土壤液化風險之城市。卵、礫石顆粒之母岩乃屬石英岩或石英砂岩，台中盆地的地質非常堅硬，莫氏硬度為7，工程技術上向下挖掘較為艱難，在進行施工時進度較為緩慢，台中盆地除了地表有一厚約2公尺之表土層之外，以下則為渾厚之卵、礫石堆積層，因此開挖工作大部份都在卵、礫石層中進行。

### 水文

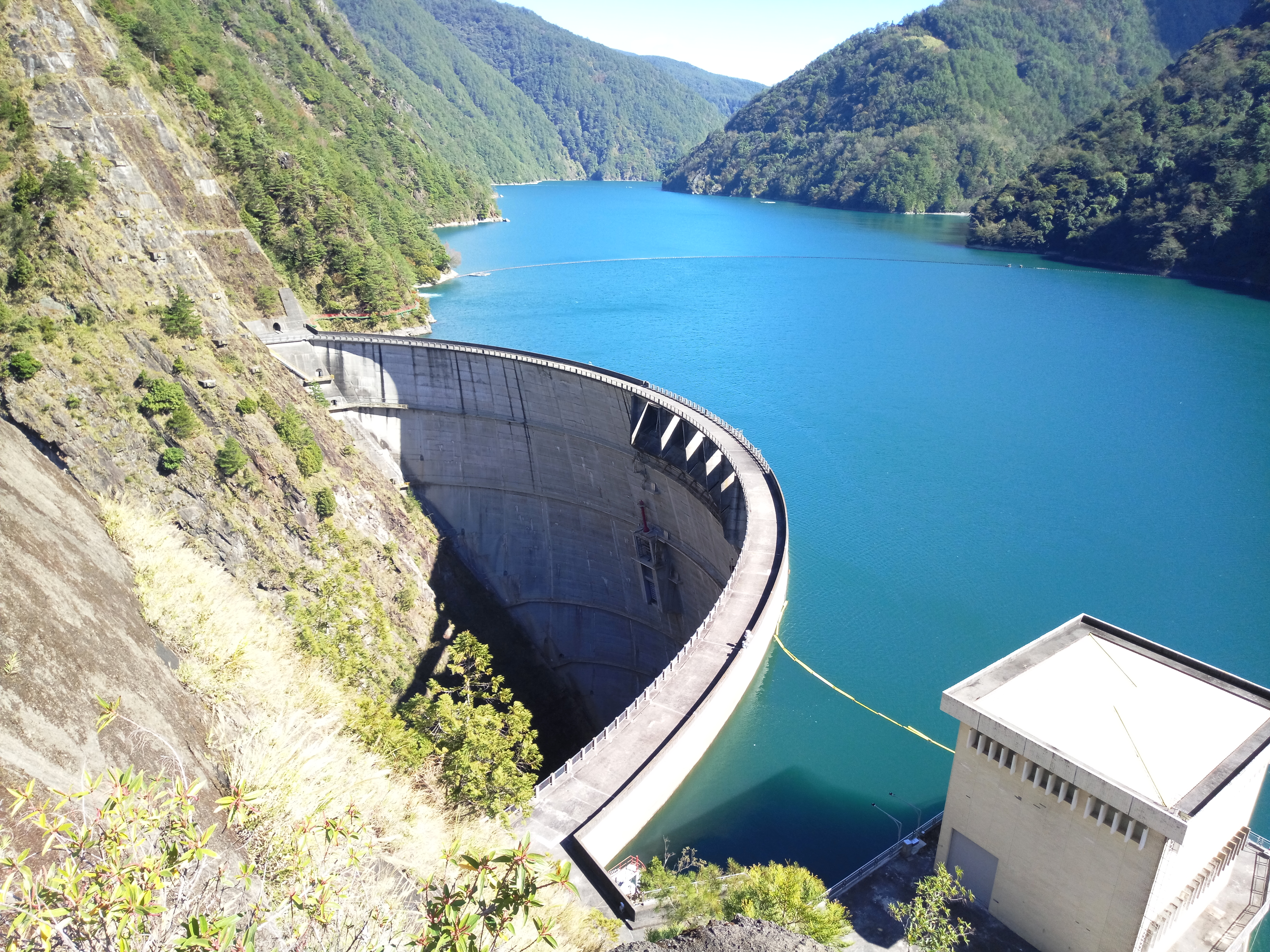
從臺電大甲溪發電廠德基分廠遠眺德基水庫大壩與庫容區

臺中市的主要河川自北而南為大安溪、大甲溪、烏溪三大水系，均屬於中央管河川。除此之外，沿海地區尚有一些重要性較低的小型獨立水系。
大安溪主流河長96公里，流域面積759平方公里，分別在臺灣第8及第11名。其流域分佈於苗栗縣南部及臺中市北部，主流上流發源於雪山山脈之大霸尖山西側，流至士林部落旁的士林水壩後，形成苗栗縣、與臺中市的界河，至上館附近始進入臺中市境，最終於大安區、大甲區交界處注入台灣海峽。該水系在市境內的主要支流有電火溪、觀音山溪、烏石坑溪及雪山坑溪等。
大甲溪主流河長124公里，流域面積1,236平方公里，分別在臺灣排名第5及第8名。其流域幾乎全在臺中市境內，僅有一小部分位於南投縣、宜蘭縣境內。主流上游為南湖溪，發源於南湖大山東峰，與合歡溪、伊卡丸溪匯流後始稱大甲溪，流經梨山、德基水庫、谷關、東勢區、新社區後，進入平原地帶，最終於大安區、清水區交界處注入臺灣海峽。該水系在市境內的主要支流有食水嵙溪、裡冷溪、伊卡丸溪等。大甲溪水系水資源豐沛，目前主支流共設有德基水庫、谷關水庫、雙翠水壩、石岡水壩、青山水庫等多座水庫。
烏溪主流河長119公里，流域面積2,025平方公里，分別排名全台第6及第4名。主流上游為北港溪，發源於標高2,532公尺之更孟山南側，流至柑子林與南港溪會合，改稱烏溪。其後流進平原地帶，最終於臺中市龍井區與彰化縣伸港鄉之間注入臺灣海峽。該水系在市境內的主要支流有大里溪與筏子溪等。

#### 危險水域
台灣的河川均具有河身短、坡度大、水流湍急、暗藏深潭暗流等特性，且各地短延時強降雨不定，更往往導致溪水暴漲，極短時間及造成洪峰流量十分龐大，逃生不易；故無絕對安全水域，多數應嚴禁涉險戲水：
- 太平區頭汴坑溪一江橋、蝙蝠洞、仙女瀑布、中埔三、四號橋下方；
- 烏日區烏溪、貓羅溪及大里溪；
- 大肚區大肚溪（高速公路橋下）；
- 大甲溪東勢大橋上、下游；
- 東勢區橫流溪、沙連溪觀瀛橋、大安溪大峽谷附近。；
- 新社區及東勢區龍安橋、天福橋等附近之大甲溪水域；
- 和平區、谷關到麗陽段、谷關神駒谷溪底、天輪電廠下方之大甲溪水域；
- 石岡水壩集水區及上、下游之大甲溪水域。
- 豐原區大甲溪水域（埤豐橋經大甲溪鐵橋至后豐大橋下游500公尺處）、軟埤仔溪（角潭路角潭橋起至豐原大道）、葫蘆墩圳（大甲溪取水口起至圓環北路）、八寶圳（大甲溪取水口起至三豐路）；
- 大安海水浴場水域。[56]

### 氣候
臺中市各轄區幾乎都屬於副熱帶季风氣候（柯本氣候分類法：Cwa），位於其東部的和平區因地勢較高則屬例外，雪山山脈南側西半部屬於（高地）溫帶氣候（柯本氣候分類法：Cwb、Cfb），山脈南侧的東半部屬於（高地）海洋性副寒帶氣候與苔原氣候（柯本氣候分類法：Cfc、ET），氣温呈現特別的西高東低。
臺灣四面環海，西有台灣海峽，東有太平洋，屬於海島氣候，臺中市位處北回歸線，氣溫又受到海洋調節，四季的變化不大，也較少出現極端氣溫。降雨集中在夏季，冬季則少雨，東北季風盛行期間雨量較少，西南季風期間的雨量則較豐沛，並常常受來自西太平洋上形成的颱風危害。臺中市地處於臺灣中西部，因有中央山脈群保護，受颱風的影響相對減低許多。臺中測站曾於1901年2月13日，測得攝氏零下1度，為台灣平地有史以來觀測到最低溫紀錄:97。2016年1月24日亦測得下霰紀錄。
由於臺中平原區域的強烈輻射降溫作用，臺中是臺灣少數全年日低溫平均接近攝氏20度的城市，但是臺中盆地地形及熱島效應夏季仍然會出現攝氏35度以上之高溫。
三到五月間為春季，氣溫約介於攝氏15至26度之間，盛行風向主要為東北季風，大陸冷高壓出海則吹東風，臺中因位處於背風坡，大致上晴日較多，有時因冷氣團南下，偶有機會出現較低溫之天氣，也有冷鋒系統帶來春雨，為舒適的季節；春末夏初（通常是五月初至六月初）為梅雨季節，由於海洋暖氣團的勢力再增強，與大陸冷氣團交界處形成滯留鋒面，陰雨日較多。
六到九月間為夏季，氣溫約介於攝氏26至33度之間，太平洋高氣壓北移西伸，此時改吹西南季風，經常有旺盛的熱對流，形成對流雨（午後雷陣雨），晴日亦多，為炎熱潮濕的季節；因日照時數長、角度高，常有高溫天氣，近年來又因氣候暖化，再加上盆地地形與都市熱島效應，導致臺中市區七月八月常出現超過35攝氏度的高溫。六月之後到深秋的十月底為颱風季節，颱風是臺灣主要降水的來源之一，由於颱風大多於太平洋形成，位於西部有中央山脈作為屏障的臺中影響則相對減低許多；九月之後大陸冷氣團逐漸增強，此時開始吹東北季風，易與颱風出現共伴效應，與其他天氣系統結合的秋颱威力不容小覷，因為冷高壓的增強，九月之後亦會有冷鋒過境帶來些許降水。
十到十一月為秋季，氣溫約介於攝氏20至30度之間，大陸冷氣團增強，此時的風向介於東南風，東風，與東北風之間，因為位於雨影區，秋季是臺中降雨最少、最為乾燥的季節:101；近年來因暖化，秋季亦有機會出現高溫天氣。十一月之後華南雲系東移或冷鋒過境所帶來的降水也逐漸增多。
十二月到隔年二月為冬季，氣溫約介於攝氏12至21度之間，大陸冷氣團勢力強盛，盛行東北季風，時而因強烈冷氣團或寒潮吹北風甚至是西北風，主要為多雲時晴或是多雲時陰的天氣，偶爾因南方水氣形成的華南雲系或鋒面雲帶影響而出現冬季降雨的天氣，為稍有寒意至有時寒冷的季節；因為晴朗的天氣與冷高壓的影響，冬季地面輻射冷卻逆溫現象明顯，在日出前後可能出現不到攝氏十度的低溫，平均上可以比台北更冷。
臺中屬盆地地形，且由於秋冬季節的大氣混合層高度較低，且盛行下沉氣壓，因此大氣垂直擴散的能力不若夏季，空氣污染問題隨之而來，臺中以南縣市因容易位處弱風尾流區而尤其嚴重。隨著臺灣交通與工業等因素產生的境內污染，以及主要來自中國大陸的境外污染日益嚴重，使冬季日照時數減少，也造成健康與環境問題。儘管如此，根據環境部長期的統計資料，臺中市秋冬時節的空氣品質仍為中南部最佳，相對北部和花東則明顯較差。
| 台中市區（平均數據1991～2020年，極端數據1897年迄今） | 台中市區（平均數據1991～2020年，極端數據1897年迄今） | 台中市區（平均數據1991～2020年，極端數據1897年迄今） | 台中市區（平均數據1991～2020年，極端數據1897年迄今） | 台中市區（平均數據1991～2020年，極端數據1897年迄今） | 台中市區（平均數據1991～2020年，極端數據1897年迄今） | 台中市區（平均數據1991～2020年，極端數據1897年迄今） | 台中市區（平均數據1991～2020年，極端數據1897年迄今） | 台中市區（平均數據1991～2020年，極端數據1897年迄今） | 台中市區（平均數據1991～2020年，極端數據1897年迄今） | 台中市區（平均數據1991～2020年，極端數據1897年迄今） | 台中市區（平均數據1991～2020年，極端數據1897年迄今） | 台中市區（平均數據1991～2020年，極端數據1897年迄今） | 台中市區（平均數據1991～2020年，極端數據1897年迄今） |
| 月份                                                 | 1月                                                  | 2月                                                  | 3月                                                  | 4月                                                  | 5月                                                  | 6月                                                  | 7月                                                  | 8月                                                  | 9月                                                  | 10月                                                 | 11月                                                 | 12月                                                 | 全年                                                 |
| ---------------------------------------------------- | ---------------------------------------------------- | ---------------------------------------------------- | ---------------------------------------------------- | ---------------------------------------------------- | ---------------------------------------------------- | ---------------------------------------------------- | ---------------------------------------------------- | ---------------------------------------------------- | ---------------------------------------------------- | ---------------------------------------------------- | ---------------------------------------------------- | ---------------------------------------------------- | ---------------------------------------------------- |
| 历史最高温 °C（°F）                                  | 31.3 (88.3)                                          | 33.2 (91.8)                                          | 34.7 (94.5)                                          | 35.2 (95.4)                                          | 37.0 (98.6)                                          | 36.8 (98.2)                                          | 39.9 (103.8)                                         | 39.3 (102.7)                                         | 39.0 (102.2)                                         | 38.3 (100.9)                                         | 34.0 (93.2)                                          | 31.7 (89.1)                                          | 39.9 (103.8)                                         |
| 平均高温 °C（°F）                                    | 22.3 (72.1)                                          | 22.9 (73.2)                                          | 25.2 (77.4)                                          | 28.1 (82.6)                                          | 30.7 (87.3)                                          | 32.3 (90.1)                                          | 33.3 (91.9)                                          | 32.7 (90.9)                                          | 32.2 (90.0)                                          | 30.3 (86.5)                                          | 27.6 (81.7)                                          | 23.9 (75.0)                                          | 28.5 (83.3)                                          |
| 日均气温 °C（°F）                                    | 17.0 (62.6)                                          | 17.7 (63.9)                                          | 20.1 (68.2)                                          | 23.5 (74.3)                                          | 26.4 (79.5)                                          | 28.1 (82.6)                                          | 28.9 (84.0)                                          | 28.4 (83.1)                                          | 27.8 (82.0)                                          | 25.5 (77.9)                                          | 22.6 (72.7)                                          | 18.7 (65.7)                                          | 23.7 (74.7)                                          |
| 平均低温 °C（°F）                                    | 13.4 (56.1)                                          | 14.2 (57.6)                                          | 16.4 (61.5)                                          | 20.1 (68.2)                                          | 23.1 (73.6)                                          | 24.9 (76.8)                                          | 25.5 (77.9)                                          | 25.3 (77.5)                                          | 24.6 (76.3)                                          | 22.2 (72.0)                                          | 19.0 (66.2)                                          | 15.1 (59.2)                                          | 20.3 (68.5)                                          |
| 历史最低温 °C（°F）                                  | −0.7 (30.7)                                          | −1.0 (30.2)                                          | 2.1 (35.8)                                           | 8.6 (47.5)                                           | 10.8 (51.4)                                          | 15.5 (59.9)                                          | 20.5 (68.9)                                          | 20.0 (68.0)                                          | 14.4 (57.9)                                          | 10.5 (50.9)                                          | 1.4 (34.5)                                           | 1.8 (35.2)                                           | −1.0 (30.2)                                          |
| 平均降雨量 mm（）                                    | 36.6 (1.44)                                          | 63 (2.5)                                             | 86.9 (3.42)                                          | 126.8 (4.99)                                         | 249.6 (9.83)                                         | 329 (13.0)                                           | 303.3 (11.94)                                        | 340.8 (13.42)                                        | 147.5 (5.81)                                         | 25 (1.0)                                             | 23.8 (0.94)                                          | 30.5 (1.20)                                          | 1,762.8 (69.49)                                      |
| 平均降雨天数（≥ 0.1 mm）                             | 6.6                                                  | 8                                                    | 10.1                                                 | 10.8                                                 | 12.3                                                 | 14.1                                                 | 13.5                                                 | 15.8                                                 | 8.5                                                  | 3                                                    | 4.1                                                  | 5.3                                                  | 112.1                                                |
| 平均相對濕度（％）                                   | 74.4                                                 | 75.2                                                 | 74.6                                                 | 75.1                                                 | 75.7                                                 | 76.2                                                 | 74.9                                                 | 77.4                                                 | 74.3                                                 | 70.8                                                 | 72.4                                                 | 72.6                                                 | 74.5                                                 |
| 月均日照時數                                         | 174                                                  | 148.3                                                | 152.7                                                | 138.2                                                | 154.6                                                | 160.9                                                | 192.7                                                | 161.5                                                | 173.1                                                | 205.9                                                | 174.4                                                | 174.2                                                | 2,010.5                                              |
| 来源：中央氣象署                                     |                                                      |                                                      |                                                      |                                                      |                                                      |                                                      |                                                      |                                                      |                                                      |                                                      |                                                      |                                                      |                                                      |

## 行政區劃和人口
現今臺中市共29區（含1直轄市山地原住民區），係由原臺中市的8個區以及臺中縣的3個縣轄市、5個鎮及13個鄉改制而來。改制前的臺中市政府位於西區、臺中縣政府位於豐原市，合併後設於西屯區。全市面積最大的市轄區為和平區，亦是全國第四大、直轄市第一大的第三級行政區；全市面積最小的市轄區為中區，亦是全中華民國自由地區面積最小的市轄區，僅0.8平方公里。
| 臺中市行政區劃 |
| 東區 西區 南區 北區 中區 北屯區 西屯區 南屯區 潭子區 大雅區 神岡區 后里區 豐原區 石岡區 新社區 東勢區 和平區 大安區 大甲區 外埔區 清水區 梧棲區 沙鹿區 龍井區 大肚區 烏日區 大里區 太平區 霧峰區 苗栗縣 新竹縣 宜蘭縣 花蓮縣 南投縣 彰化縣 |

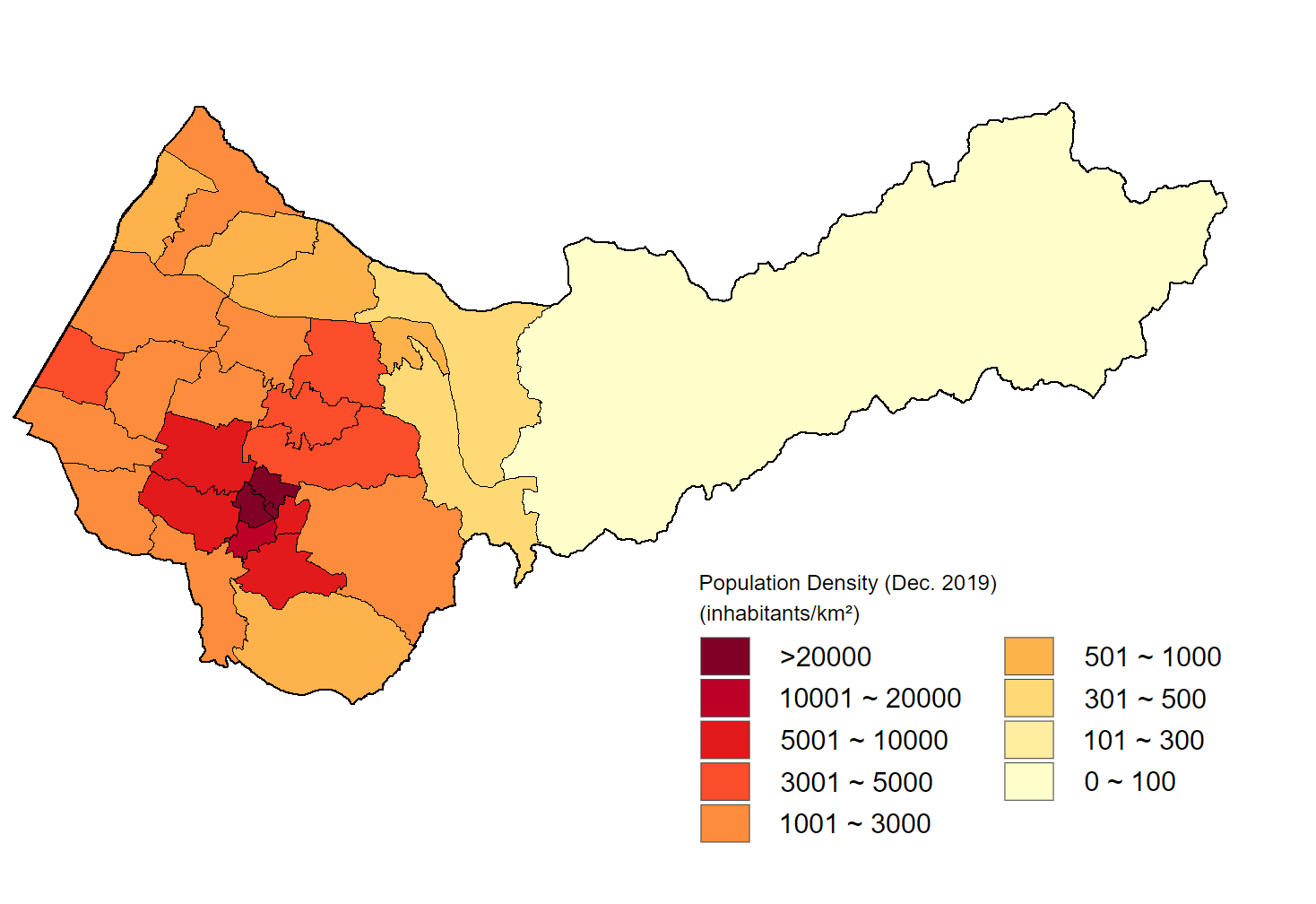
臺中市各區人口密度圖（2019年）

截至2025年1月，臺中市人口為2,861,735人，是臺灣人口第二多的城市，近年來因大量民眾移入，於都市邊緣新闢了數個重劃區。
臺中市可分為四大地區（市區、山線、海線、屯區）。由於臺中市各地區發展狀況有差異，使得人口成長狀態不同，在此將四大地區再做細分：
| 四大分區 | 次分區 | 行政區名                               |
| -------- | ------ | -------------------------------------- |
| 市區     | 舊市區 | 中區、東區、南區、西區、北區           |
| 市區     | 新市區 | 北屯區、西屯區、南屯區                 |
| 屯區     | 屯區   | 太平區、大里區、霧峰區、烏日區         |
| 山線     | 山線   | 后里區、豐原區、潭子區、大雅區、神岡區 |
| 山線     | 山城   | 石岡區、東勢區、新社區、和平區         |
| 海線     | 大甲   | 大甲區、大安區、外埔區                 |
| 海線     | 中港   | 沙鹿區、梧棲區、清水區、龍井區、大肚區 |

在市區方面，新市區因重劃區持續拓展、大型建設陸續完成，吸引大量人口遷入；舊市區部分，除南區由於近來有重大交通建設，便利性提升而人口穩定成長，其餘各區因市況老化多為減少或持平，其中又以中區為人口衰退最為嚴重。
屯區由於受到臺中市區都市擴張影響，人口成長相當快速，除霧峰外的三區，於1946年政權移轉後未曾有過人口負成長；山線以山線地區人口較有增長，山城地區長年呈流失狀態，但近年山線地區人口成長有逐漸轉為衰退的趨勢，海線則以中港地區為主要成長地區；而人口重心則漸往南移動，人口更朝向原臺中市市區聚集。
在人口結構方面，雖然臺中人口老化指數低於全國平均，但依舊面臨高齡化問題。現今戶籍設在臺中的人口其平均期望壽命為80.83歲，其中男性和女性分別為77.84歲與83.94歲，而65歲及以上人口則有384,604人，占總人口的13.63%。
根據中華民國勞動部的資料統計，臺中市於2020年底的移工人口約為10.4萬人，為全國移工人口第二多的縣市，僅次於桃園市，因此若包括移工人口，臺中市實際居住人口為290萬人以上。
依據內政部發布的2020年11月底電信信令人口統計，臺中市平日夜間停留人數約為308.4萬人，為全國平日夜間停留人數第二多的縣市，僅次於新北市，其中西屯區由於就業機會較多、交通較為方便、商業活動較為頻繁等因素，其平日夜間停留人口約為34.9萬人，比戶籍人口多出約11.8萬人，是全國平日夜間停留人口比戶籍人口多出最多的三級行政區。

## 政治

### 市政組織
臺中市政府是臺中市的最高行政機關，屬直轄市地方自治位階，亦負責執行中央機關委辦事項。依《臺中市政府組織自治條例》，臺中市政府設有22局、4處、3委員會，除部份局處有獨立的辦公館舍外，主要集中於西屯區的臺灣大道市政大樓、豐原區的陽明市政大樓（原臺中縣政府）二處辦公。
臺中市市長為臺中市政府之首長，由具有選舉權的臺中市市民選舉產生，綜理市政並指揮、監督所屬員工及機關，得任命三位副市長襄助其處理市政及一位秘書長作為幕僚長，並得依法任命市政府所屬一級機關首長。
臺中市轄下各行政區，分設區公所，區公所首長為區長，由臺中市市長依法任用，一般市轄區因不是地方自治團體，僅為臺中市政府的派出機關，但和平區為直轄市山地原住民區，屬地方自治團體，需由具有選舉權的區民選舉產生区长與區民代表，使得和平區亦為臺中市唯一能成立區民代表會的市轄區。
臺中市議會是臺中市的最高立法機關，代表臺中市全體市民立法和監察市政府之施政。臺中市議會依法由65席議員組成，由具有選舉權的臺中市市民選舉產生，議長、副議長則由臺中市議員以無記名投票選舉，自臺中市議員中各選舉一人。

### 歷任市長
縣市合併改制後的台中市，首任市長選舉為原省轄台中市市長、中國國民黨籍胡志強當選，由於胡志強先前已任原省轄台中市市長達兩屆，因此若算入省轄台中市任期，他創下中華民國地方自治史上民選首長連續任期最長紀錄，連同原省轄市9年任期共長達13年；第二屆市長選舉政黨輪替，由民主進步黨籍林佳龍當選；第三屆市長選舉又再次政黨輪替，由中國國民黨籍盧秀燕當選，成為台中直轄市首任女性市長，也是自2010年成立各新直轄市中第一座政黨兩次輪替執政的城市；第四屆市長選舉盧秀燕順利連任，成為縣市合併後首位連任成功的市長。
| 屆次 | 市長           | 市長       | 市長          | 就任時間       | 卸任時間       |
| ---- | -------------- | ---------- | ------------- | -------------- | -------------- |
| 1    |                | 胡志強照片 | 胡志強 （國） | 2010年12月25日 | 2014年12月25日 |
| 2    |                | 林佳龍照片 | 林佳龍 （民） | 2014年12月25日 | 2018年12月25日 |
| 3    |                | 盧秀燕照片 | 盧秀燕 （國） | 2018年12月25日 | 2022年12月25日 |
| 4    | 2022年12月25日 | 盧秀燕照片 | 盧秀燕 （國） | 現任           |                |

### 轄內中央機關

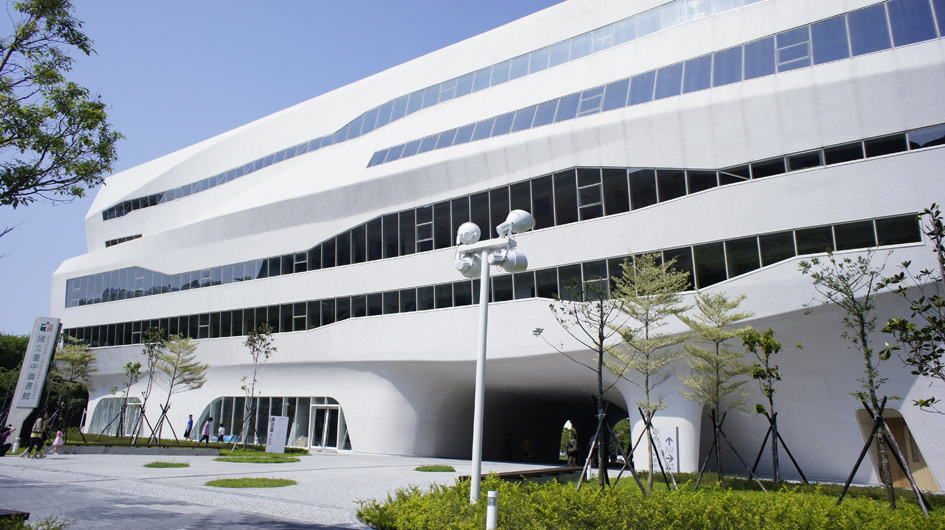
位於南區的國立公共資訊圖書館。

行政院：昔時省府將眾多行政部門設於臺中，精省後原用地由中央政府接收。機關繁多，故僅列出各部會的直屬與所屬單位（所屬機關轄下單位不列入）設在臺中的單位。藝文機關有國立公共資訊圖書館、國立自然科學博物館、國立臺灣美術館、國立臺灣交響樂團、臺中國家歌劇院；行政業務機關則有行政院中部聯合服務中心、內政部國土測繪中心、內政部土地重劃工程處、教育部國民及學前教育署、文化部文化資產局、國家科學及技術委員會中部科學園區管理局、經濟部水利署、衛生福利部社會及家庭署、衛生福利部國民健康署、財政部中區國稅局、財政部印刷廠、環境部環境管理署、農業部農試所、農業部種改場、農業部農藥所。
立法院：昔日設於霧峰區的臺灣省議會，精省後成立「立法院民主議政園區」，並在內部成立立法院議政博物館與立法院中南部服務中心。
監察院：審計部於臺中市設有審計處，為督導掌管直轄市級（臺中市）的一般審計機關，於南屯區行政院中部聯合服務中心旁；另有專門則為督導掌管中央政府及其所屬機關的教育農林審計處，設於西區財政部中區國稅局旁。

### 司法機關
臺灣臺中地方法院位於西區臺中司法大廈，是臺中市的司法機關，屬於普通法院，管轄臺中市全境，並設有臺中（市區屯區）、豐原（山線地區）、及沙鹿（海線地區）三個簡易庭，受理第一審民事、刑事訴訟簡易事件及違反社會秩序維護法案件之審理。
臺灣高等法院臺中分院位於南區五權南路的臺中司法新廈，為臺灣高等法院的一個分院，業務為審理及裁量苗栗、臺中、彰化、南投四個地方法院第一審民事、刑事上訴及抗告案件等。此外，臺中高等行政法院亦於同處辦公，管轄範圍涵蓋苗栗、臺中、彰化、南投、雲林。

## 經濟

### 產業

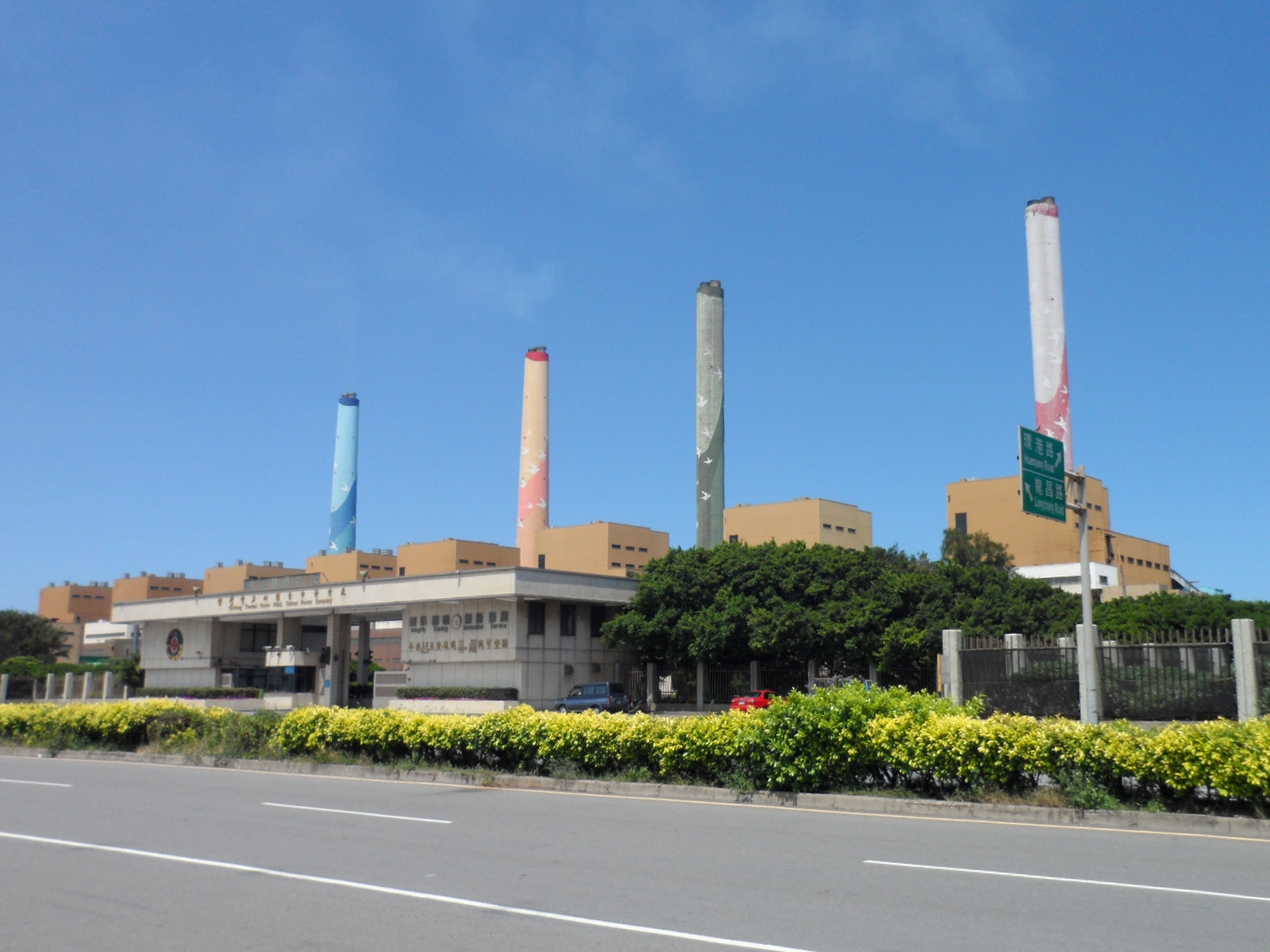
位於龍井區的台中火力發電廠（臺灣發電量最大的發電廠）

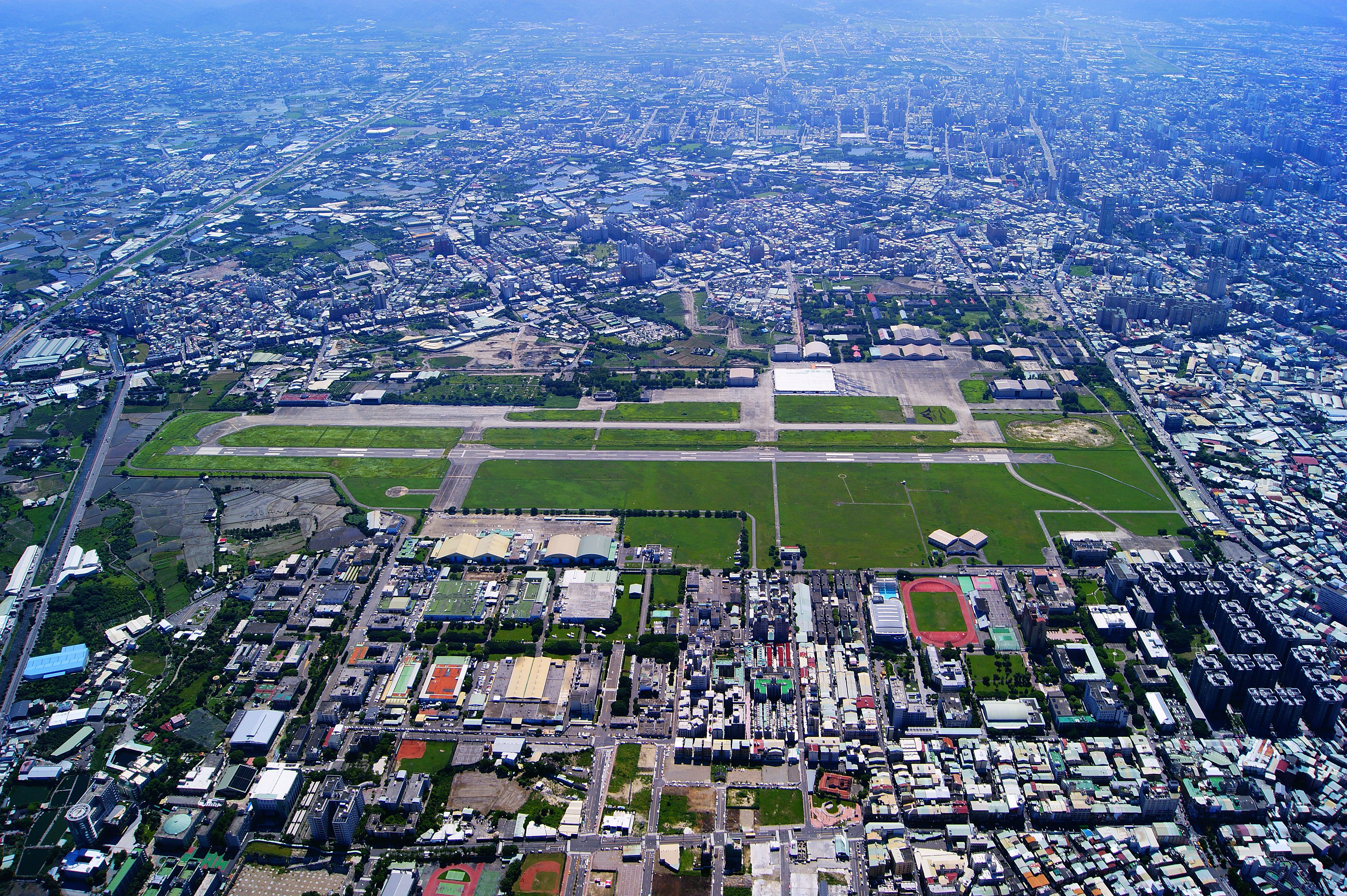
水湳機場的都市計畫更新

臺中市是臺灣西部平原的起始地帶，在戰後初期的發展最主要以農業（第一級產業）為主，但隨著產業升級，臺中市的農業轉型為科技型、精緻型產業之後，至今仍依然保有相當高的競爭力。:111
臺灣中部以臺中市為區域中心，形成了一個近700萬人口的都會地帶，成為臺灣三大都市圈之一──臺中彰化都會區，在臺中市房地產、購物商場、餐飲業等大型商業的激烈競爭下。2020年年度統計台中新光三越單年度營業額206億（為全國單一店百貨第一名），台中大遠百亦有150億營業額，(兩家合計一年破300億營業），讓產業結構逐漸轉為以農業為輔、工商業為主的發展局面，因而也產生第三級產業日漸主導，卓越的發展；眾多全國性企業（如興農集團、味丹企業、捷安特、寶成工業、大立光電、台中精機、王品集團、美食達人集團、春水堂及新天地餐飲集團等跨國企業以及漢翔工業、台中銀行、三信商業銀行、臺灣自來水公司、鄉林建設、臺灣楓康超市及鼎王餐飲集團等）亦將總部設立於臺中。
2016年臺中市工業及服務業生產總額為3兆7142億元，僅次於臺北市為全國第2位。其中工業產值2兆4319億元，次於桃園市和高雄市為全國第3位；服務業產值1兆2823億元，則僅次於臺北市為全國第2位。
| 年份          | 1975 | 1980 | 1985 | 1990 | 1995 | 2000 | 2005 | 2010 | 2015 |
| ------------- | ---- | ---- | ---- | ---- | ---- | ---- | ---- | ---- | ---- |
| 第一產業（%） | 35.6 | 32.5 | 27.7 | 9.5  | 7.7  | 5.0  | 3.9  | 3.1  | 3.1  |
| 第二產業（%） | 28.3 | 32.4 | 36.5 | 47.6 | 43.5 | 41.0 | 39.1 | 40.0 | 40.1 |
| 第三產業（%） | 36.1 | 35.1 | 35.7 | 42.9 | 48.7 | 54.0 | 57.0 | 56.8 | 56.8 |

#### 1960年代到1980年代加工出口產業型態的興起
隨著1960年代以來，臺灣的對外貿易快速發展，政府陸續興設臺中港、台中工業區、臺中加工出口區等基礎設施，以及中山高速公路的通車，使得中小型工廠在台中縣市、以及彰化縣一帶如雨後春筍般出現，也帶動了整體臺灣中部的工業發展。

#### 1990年到2000年間產業大量外移
在1980年代末期，台灣工資上漲，原本的加工出口產業面臨產業升級壓力，大量廠商西進到中國大陸或南進到東南亞，在缺乏中央政府以往的新產業政策支持下，1990-2000十年間造成了中部地區的產業空洞化，也重創台中市的經濟發展，使得台中的產業變得蕭條。

#### 2002年起中部科學園區帶動的產業轉型
進入21世紀，中部科學園區的設立帶動豐洲科技工業園區、臺中精密機械科技園區、臺中軟體園區等重大工程陸續完成後，除了使得臺中市的第二級產業，由輕工業為主轉向高科技產業發展之外，台中也成為台灣中小企業與精密機械最重要的聚集地，精密機械也成為第三個兆元產業。根據最新數據，中部科學園區2018年1到6月，產值為3800億，成長41%。2019年，中科總產值已超越南科，若再加上精密機械產值，中部地區工業產值朝向兩兆前進。

### 都市更新

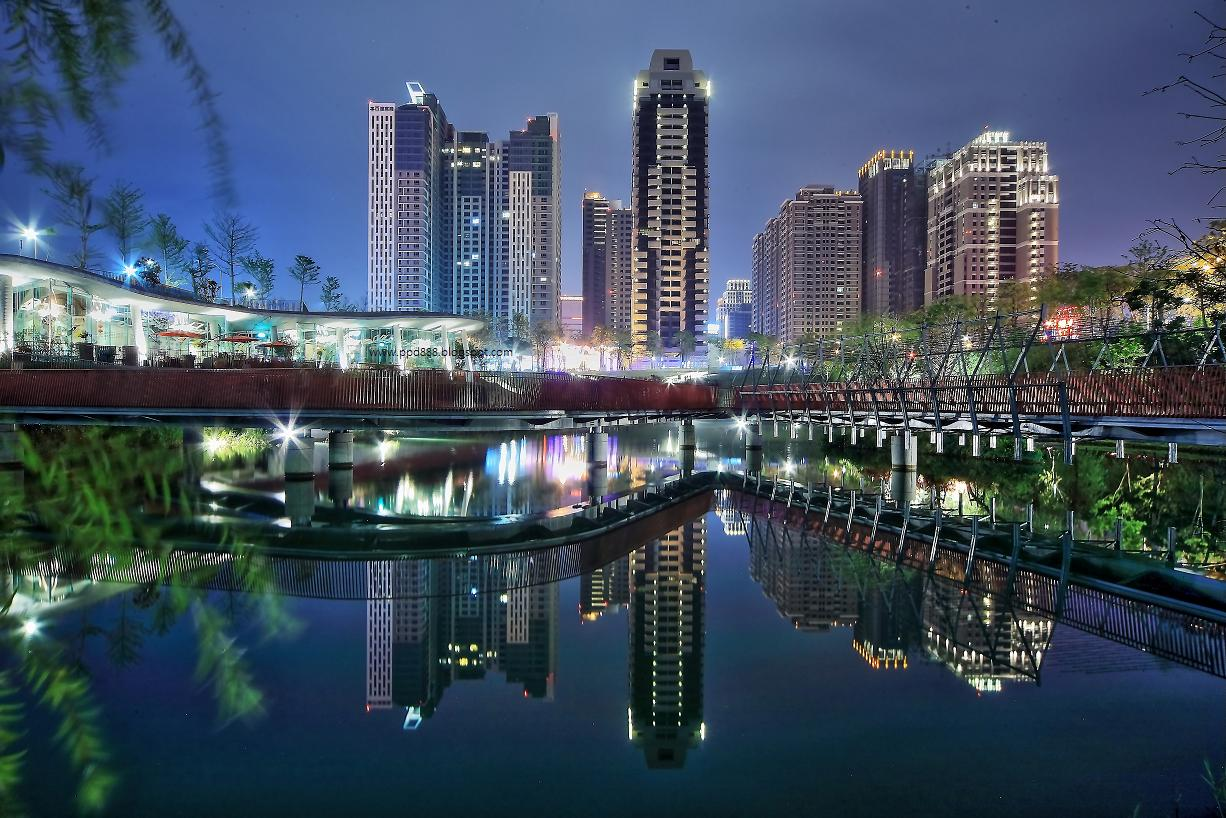
七期重劃區現已成為臺中市的中央商業區

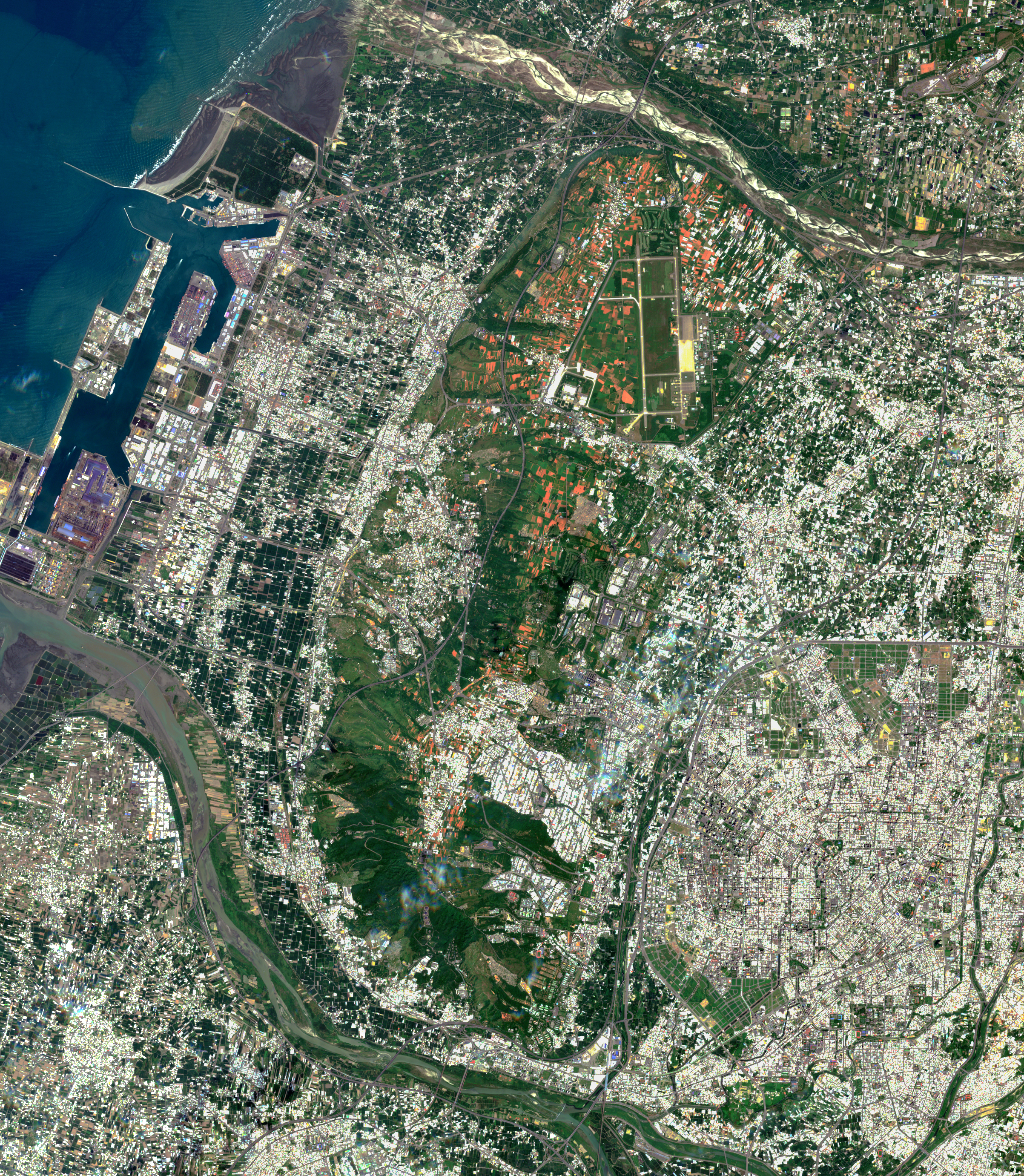
遭受人為巨量開發的大肚山，相思樹、廣東薔薇、光葉薔薇等多種原生植物的族群隨著建築工地的擴張而大大縮減。（攝於2020年）

臺中市最早開發的時間，是在清康熙55年（1715年）闢地墾殖以來距今將近三百年歷史；而都市計劃的擬訂，則開始於日治時代的明治33年（1900年），創立本島首個由人工完全重劃的城區－中區，又歷經數次的修訂，最有名的計畫是合併台中州的清水街、梧棲街及沙鹿街為新高市，但因二戰爆發而未實施。戰後，因人口不斷增長，以致方屋嚴重不足，市府決定辦理市地重劃，1967年一期重劃區（大智）完成，由於一期重劃區的成功，鼓勵市府繼續辦理市地重劃之作業:198，其中七期重劃區（惠來）目前更已發展為臺中市的中央商業區。原臺中縣的都市更新有：大里區大里一期、二期、三期；太平區太平、新光地區、新光區段徵收等重劃區；豐原區北陽、豐南、社皮社區、田心路兩側、西湳地區；潭子區甘蔗崙；梧棲區中港一期1-2階、台中港特定區，面積共2,382.8516公頃。在完成後可使地方發展，更具競爭力，不但提高了生活品質與水準，也增加了土地的使用價值。2018年9月，臺中市政府台中市都計委員會通過將豐原區、潭子區、神岡區、大雅區都市計畫整併案的審議，並報請內政部審議中，以落實豐原副都心的發展架構。
但是台中市境內的「都市之肺」大肚山、后里台地近年快速開發，原始之自然景觀快速被替換為人造建築。原生的相思樹林相、廣東薔薇與光葉薔薇等植物正快速消失中。

### 工業園區
中央部門的交通部臺中港務局（今臺中港務分公司）在梧棲設立臺中港自由貿易區。經濟部加工出口區管理處在臺中先後設立了中港加工出口區與臺中加工出口區（潭子加工區），目前正在興建臺中軟體園區。而經濟部工業局也陸續設置台中、台中港關連、大甲幼獅、大里工業區以及仁化工業區。科技部則設立中部科學工業園區台中基地與后里基地。
原臺中縣政府建設處在神岡區設立豐洲科技工業園區；臺中市政府經濟發展局在南屯區設立台中精密機械科技創新園區一二期，目前亦在神岡區籌設豐洲科技工業園區第二期、潭子區籌設聚興產業園區、太平區籌設太平產創園區，大里區籌設夏田產業園區。

## 文化

### 藝文民俗活動
大甲媽祖遶境進香活動是臺中首屈一指的民俗文化盛事，也是無形文化資產中的代表作，更獲指定為「台灣文化資產」之民俗類。是世界三大宗教盛事之一，每年徒步遶境進香為九天八夜，經過中彰雲嘉四縣市廿一個鄉鎮市區、五十三個村莊、百餘座廟宇，跋涉近四百公里路，發揚台灣媽祖文化的精神，而讓地方更加繁榮熱鬧。
此外，尚有旱溪媽祖遶境十八庄、新社花海節、台中爵士音樂節、后里兩馬觀光季、中台灣元宵燈會、臺中國際糕餅節等大型民俗或藝文活動。曾經舉辦過兩次台灣燈會繼2014年後2020年將再度在此舉辦，展覽場地為后里花博園區及文心森林公園，其臺中市成為舉辦過三次的城市。
自2011年起每年舉辦的台中同志大遊行（Taichung LGBTQIA+ Pride），也是臺中重要的遊行活動之一，也讓臺中成為一個友善多元的城市。

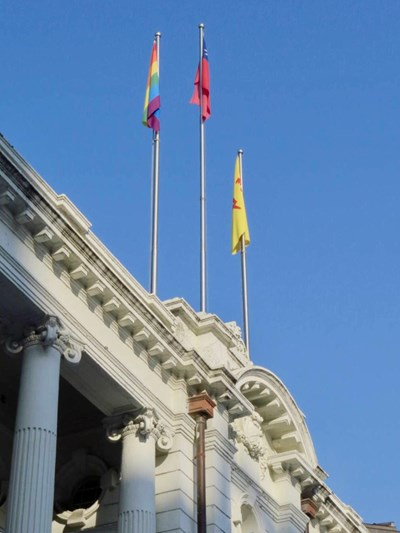
2016年臺中市政府升起彩虹旗

### 文學
自2009年以來，台中市文化局每年的五、六月間會舉辦一系列活動，紀念詩人屈原，稱為「詩人節」。此外，也主辦「2011年台中一城一書」，帶動市民的文學閱讀風氣。每年台中市文化局都會舉辦「大墩文學獎」（今台中文學獎）徵文活動及得獎作品的集結出版。而台中縣文化局在2001年6月25日啟用「作家之屋」（原櫟社詩人張麗俊故居），除保存詩人的文物之外，還保存了台中縣文學史料。台中縣時期亦持續發行《中縣文獻》、《中縣文藝》。臺中市書店總數為186家（僅次於臺北市），書店人口比率為1.47萬人/書店（僅次於嘉義市），連鎖書店則為全台最多，但主力還是在獨立書店與特色書店。
臺中的推廣及贊助文學活動的基金會，目前有「台中市文化基金會」、「鄭順娘文教公益基金會」。；全國性的文學團體有「台灣省文藝作家協會」、「台灣現代詩人協會」；地方性的文學社團則有「台中市海洋台語文研究學會」。
在文學史及其相關論述方面，有楊翠《台中縣文學發展史》、陳玉滿等多人合著的《台中縣文學發展史：田野調查報告書》、陳明台《台中市文學史初編》。碩博士論文方面，有：蘇玉筑〈當代台灣「大台中」書寫─以中、彰、投四縣市作家作品為探討對象〉、郭貞蘭〈台中縣大屯區傳說故事研究〉、劉肇中〈台中東勢客家民間故事研究〉、趙雅玲〈大肚地區民間文學之研究〉、張宏誠〈台灣解嚴後縣市文學獎研究(1987~2010)〉等；而期刊論文也有陳千武的〈臺中市大墩文學發展史資料—臺中文學史年表（1889∼1998年）〉。
有民間文學的採編、出版方面，有胡萬川總編的舊臺中縣各鄉鎮閩南語及客語歌謠集、故事集、諺語謎語集系列；林沉默著《新編台中縣地方唸謠：臺灣囝仔歌》；縣立文化中心編《台中縣客語歌謠》；沙鹿鎮公所製作《台中縣閩南語歌謠專輯》；浦忠勇編、著《台灣鄒族民間歌謠》。曾敦香等人採編的「台中市民間文學采錄集」系列書籍。
2016年，台中市政府文化局修復位於樂群街的日治時期警察宿舍，設立臺中文學館，館舍共分6棟，包含常設展區、主題展區、兒童文學區、研習講堂、主題餐飲區及行政區，以展覽、研習、推廣為文學教育與文化休閒之目的。
在台中出生的作家、文學評論者表列如下：
| 出生地 | 作家 |
| ------ | --- |
| 市區   | 楊翠、白萩、王溢嘉、王定國、王世勛、李性蓁、胡茵夢、非馬、鍾宛貞、何敬堯、林孟寰、林佑軒、林婉瑜、洪凌、林良哲、李崇建、沈政男 |
| 豐原   | 陳明台、廖輝英、杜國清、陳栢青                                                                                                 |
| 霧峰   | 林朝崧、江凌青、廖振富、林德俊                                                                                                 |
| 大甲   | 黃海、路寒袖、紀大偉 |
| 潭子   | 呂赫若、廖玉蕙、江自得 |
| 神岡   | 陳雪、周傳雄 |
| 烏日   | 楊渡、劉克襄 |
| 大雅   | 陳玉慧 |
| 清水   | 陳幸蕙 |
| 沙鹿   | 蘇紹連 |
| 東勢   | 張芳慈 |
| 和平   | 瓦歷斯·諾幹 |
| 不明   | 楊明、林亨泰、翁紹凱 |

此外，認定為台中市作家或是後來取得台中市籍作家的人，有：陳千武、趙天儀、詹冰、林越峰、楊逵、畢珍、黃守誠、周芬伶等人。

### 文化資產

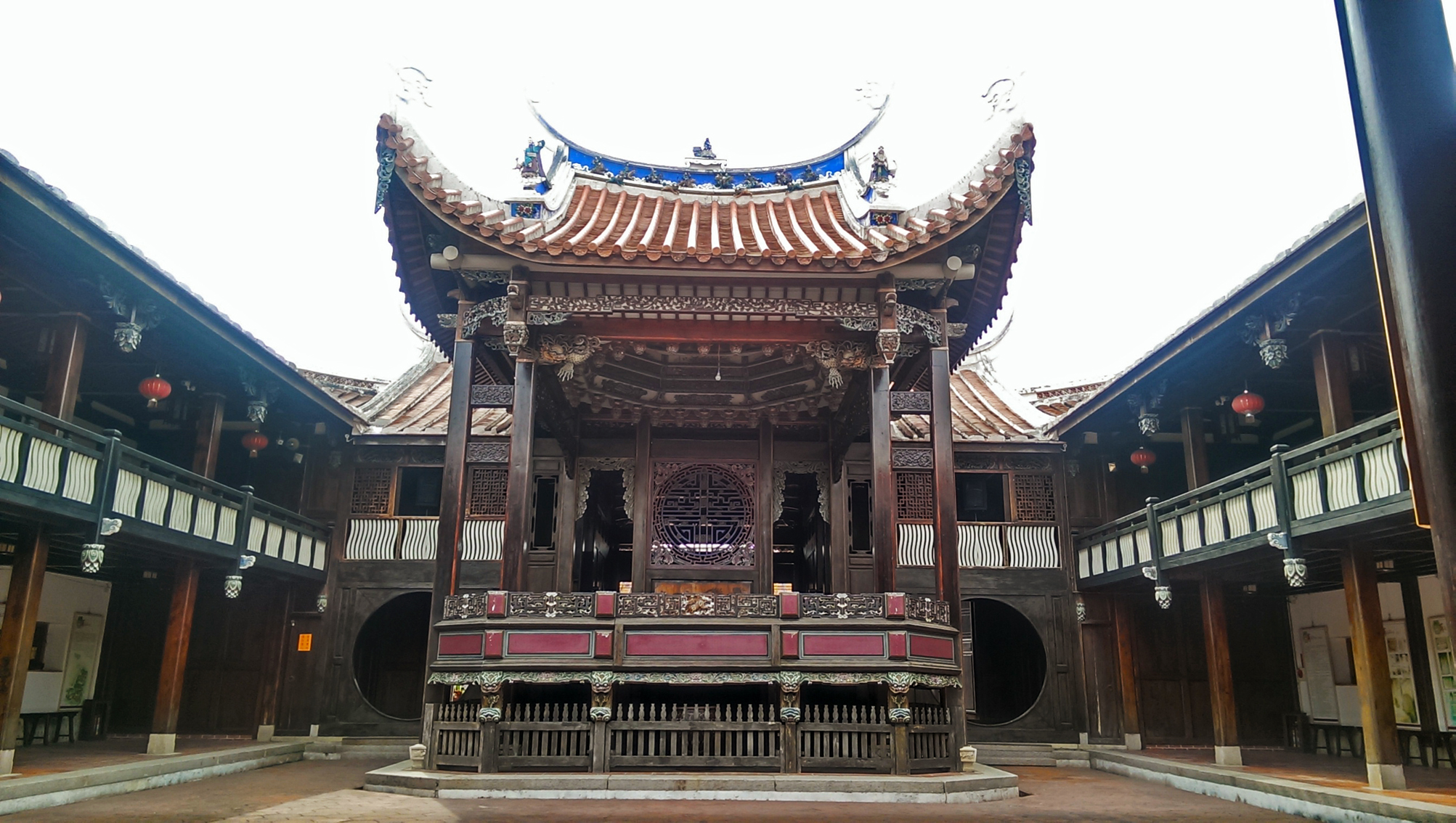
霧峰林家宅園下厝宮保第大花廳

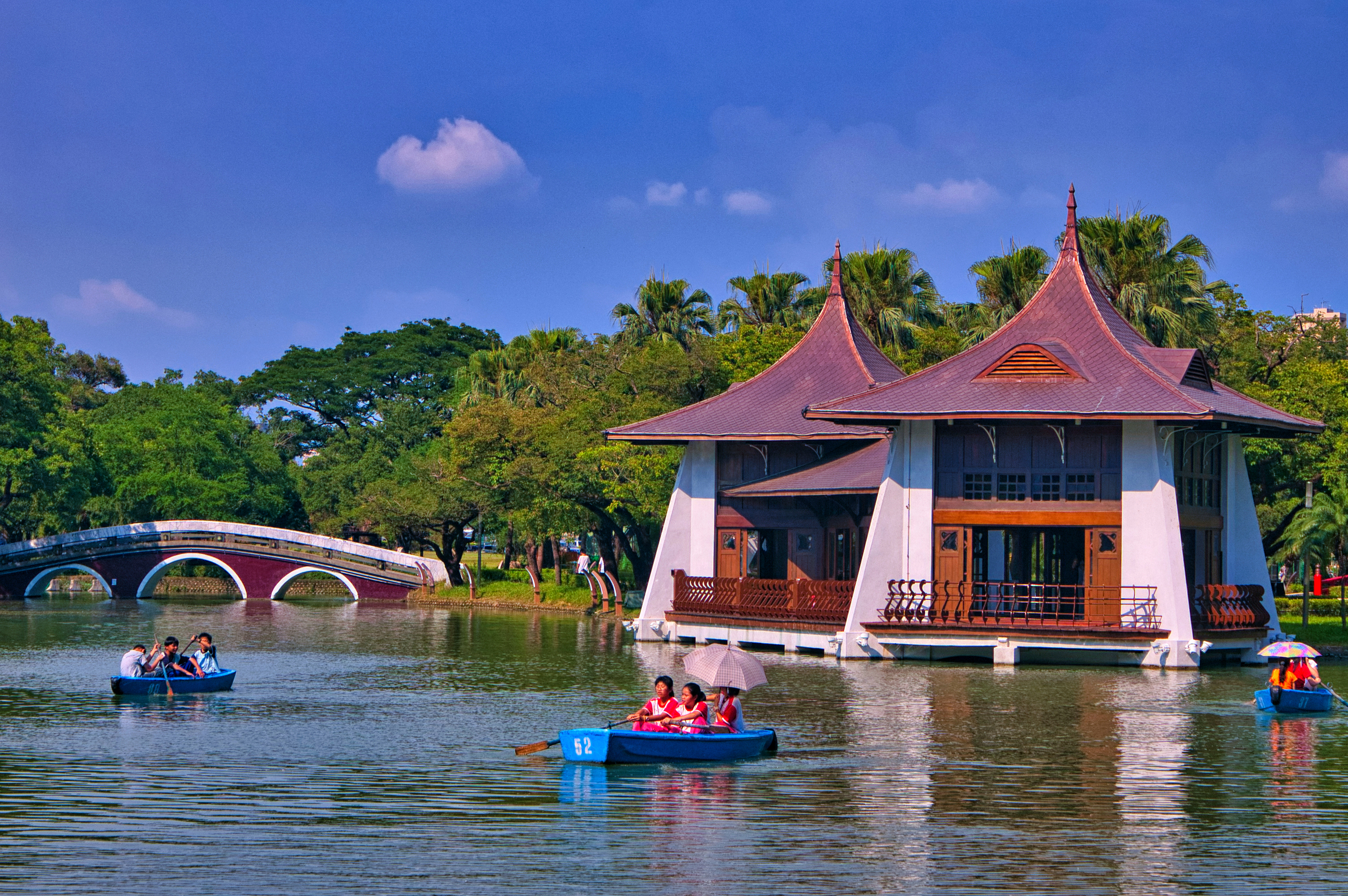
建於1908年的臺中公園湖心亭

截至2019年5月，臺中市共有國定古蹟4處，直轄市定古蹟51處、歷史建築117處、紀念建築1處、市定遺址7處、文化景觀5處、傳統藝術文化保存者29位、民俗9項、古物72項。其中等級較高有國定古蹟（霧峰林家宅園、舊臺中車站、台中州廳與路思義教堂）、重要傳統藝術南管戲曲與亂彈戲、重要民俗大甲媽祖遶境進香、國寶「蓮池」（林玉山畫作）以及重要古物石製茶具組、斜口筒形玉器、沙鹿區南勢坑遺址文化層斷面（灰坑剝取物）、淡水風景（陳澄波畫作）、嘉義遊園地（陳澄波畫作）、朝涼（林之助畫作）與大里杙福興宮媽祖軟身神像。
其它古蹟與歷史建築如臺灣府儒考棚、臺中州廳、積善樓、泰安車站、大甲溪鐵橋、柳原教會、旱溪樂成宮、萬和宮、北屯文昌廟、臺中刑務所演武場、臺中放送局、內埔庄役場、舊台中酒廠、臺灣省議會議事大樓等，以及擁有古物的宗教建築如臺中元保宮、豐原慈濟宮、梧棲浩天宮、梧棲真武宮、大甲文昌祠、東勢巧聖仙師祖廟等。

### 飲食與特產
臺中名產主要以糕餅類聞名，知名的特產有：太陽餅、蛋黃酥、綠豆椪、奶油酥餅、芋頭酥、老婆餅、長崎蛋糕、芋頭冰、檸檬餅、霧峰香米、等等。
米其林指南於2020年開始將臺中納入評比，目前有6家餐廳獲得米其林星級評價，其中位於南屯區的JL Studio為台中首家獲得三星的餐廳，另有31家餐廳獲得必比登推介。

### 體育

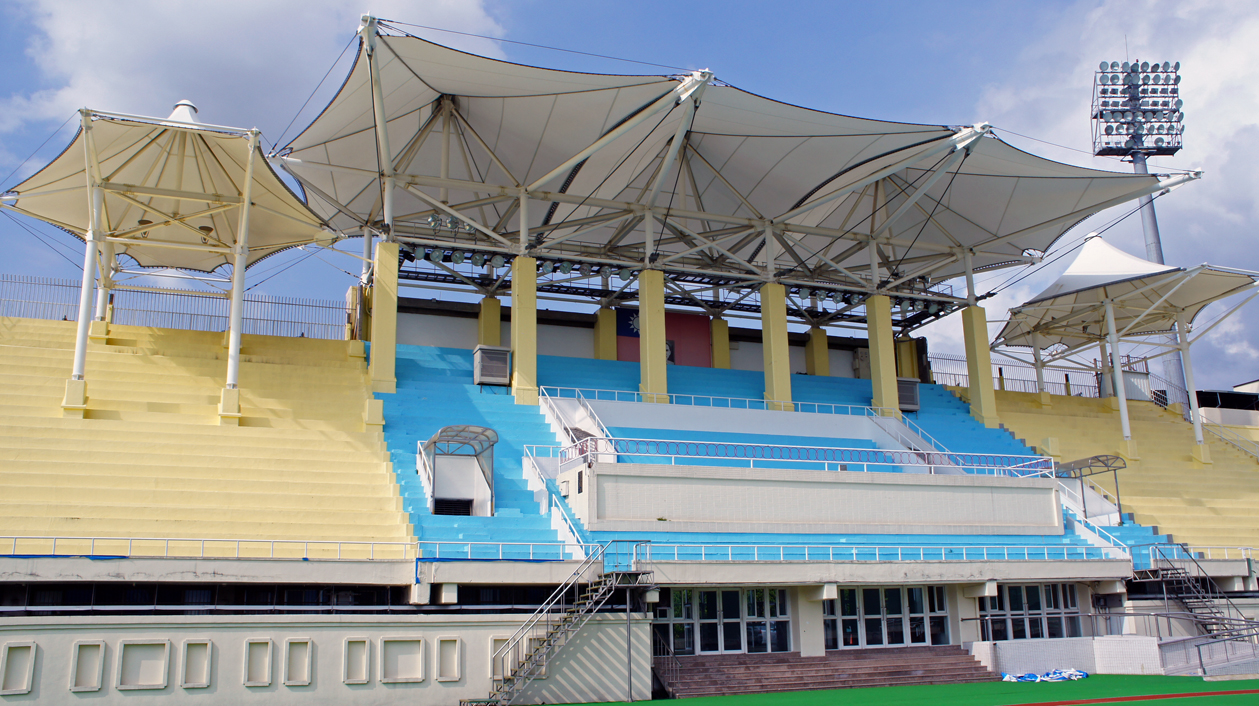
臺中體育場

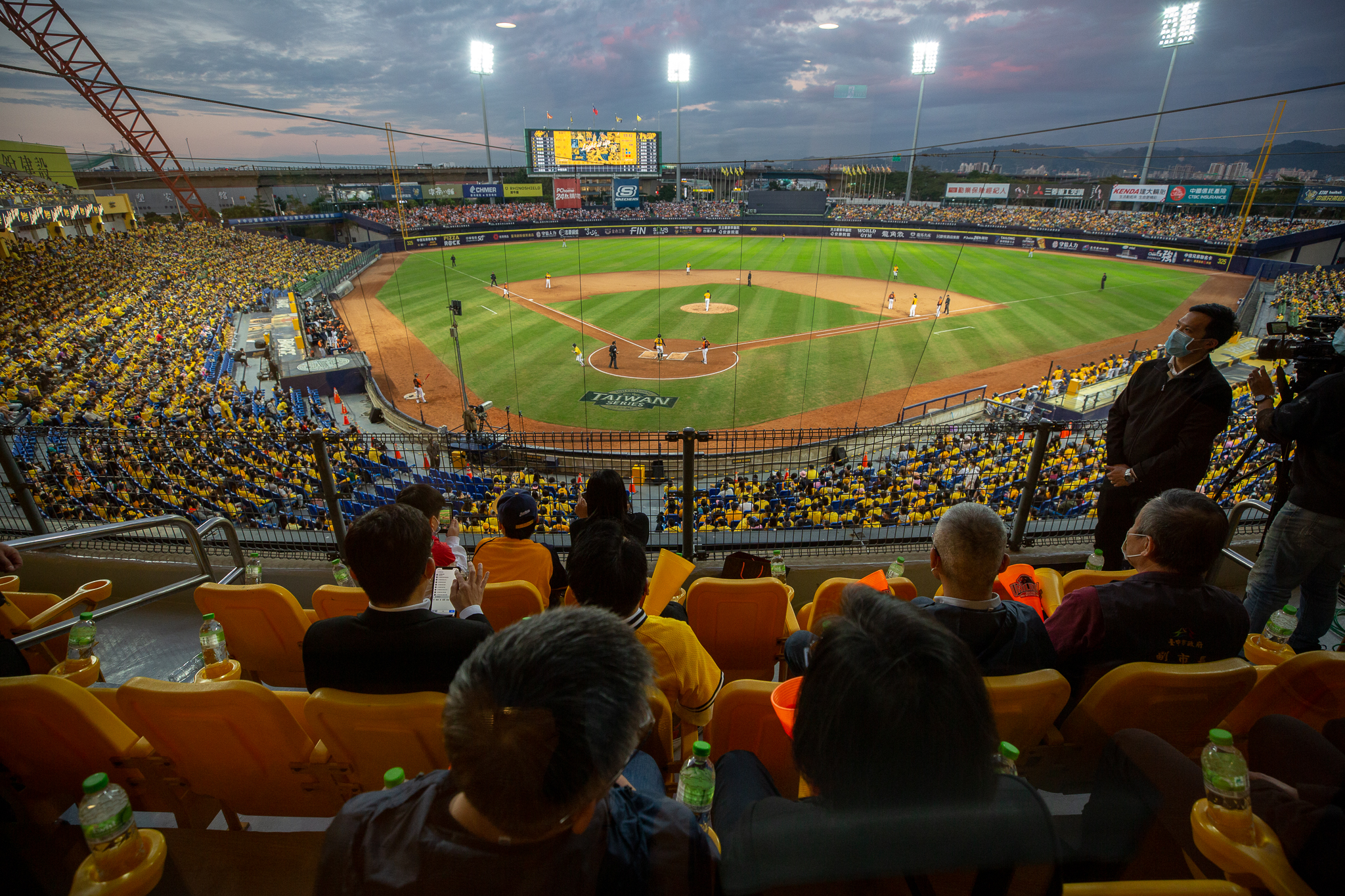
臺中洲際棒球場為中信兄弟之主場

舊時臺灣省政府位於中台灣，投入不少資源於臺中市。體育方面，1961年在雙十路創設省立體育專科學校（今國立臺灣體育運動大學），並在體專旁設立「臺灣省立體育場」（今屬於臺體大），對於台中體育推廣、教育與人才培訓，有顯著的影響。
台中棒球場建於1935年，位在北區雙十路，可容納觀眾8,500人，是早期臺中唯一符合國際標準的棒球場地，曾為民聲杯棒球賽的主辦場地。棒球向來是臺中人最重視的運動項目，1969年在美國威廉波特舉辦的第23屆世界少棒大賽中為臺灣贏得第一個「世界冠軍」的金龍少棒隊，便是在臺中市忠孝國小集訓。中華職棒俊國熊、興農牛，以及已經解散的台灣大聯盟台中金剛隊，都是以台中棒球場為主場所在地。
2006年，位於北屯區崇德路與環中路口的洲際棒球場啟用，可容納觀眾20,000人，已成為臺中人引以為傲的大型國際級棒球比賽場地。該場地曾舉辦過2006年洲際盃棒球賽、2007年世界盃棒球賽、2007年亞洲棒球錦標賽、2013年世界棒球經典賽B組預賽等國際賽事，及中華職棒總冠軍賽及例行賽等國內賽事，自2015年起由中信兄弟認養為主場，並以臺中為其屬地。臺中自2006年接連舉辦多次國際性棒球賽事，因此於2013年獲國際棒球總會頒發世界首座「世界棒球之都」榮譽。。另外台中萬壽棒球場位於西區向上路、大墩路口，可容納觀眾5,000人，常作為業餘棒球的賽場。
足球是臺中另一項重要運動項目。1970年代名揚國際的中華木蘭女子足球隊，便是以臺中宜寧中學的選手為主體。設籍台中的足球隊伍有台中藍鯨女子足球隊、台中FUTURO、璉紅台體等半職業隊。
朝馬足球場位於朝馬路，擁有兩面標準尺寸足球場及多面小型足球場，平日是惠文高中及黎明國中足球隊的訓練基地，假日則用來舉辦各項地區級足球賽事，是臺灣少數幾可達到收支平衡的足球場之一。
除此之外，大甲的手球運動也聲名遠播，大甲高中手球隊曾經在全國中等學校運動會獲得12連霸，而大甲國中手球隊更是曾經獲得18連霸，分別是高中組及國中組的常勝軍。每年9月中旬在大甲鐵砧山永信運動公園舉辦的永信杯全國排球錦標賽，是全台灣規模最大且歷史最悠久的排球盛會，近年來都維持約270隊的參賽規模。
臺中市其它公有的標準運動場館有市立體育場、豐原體育館及港區體育館等；而國民運動中心則有朝馬、北區、南屯、長春、大里及潭子六座，已在施工興建階段的共有北屯、太平、豐原、清水等四座。
目前台中市也規劃興建台中巨蛋、國際壘球運動園區、台中市足球運動休閒園區、烏日全民運動館。

## 教育

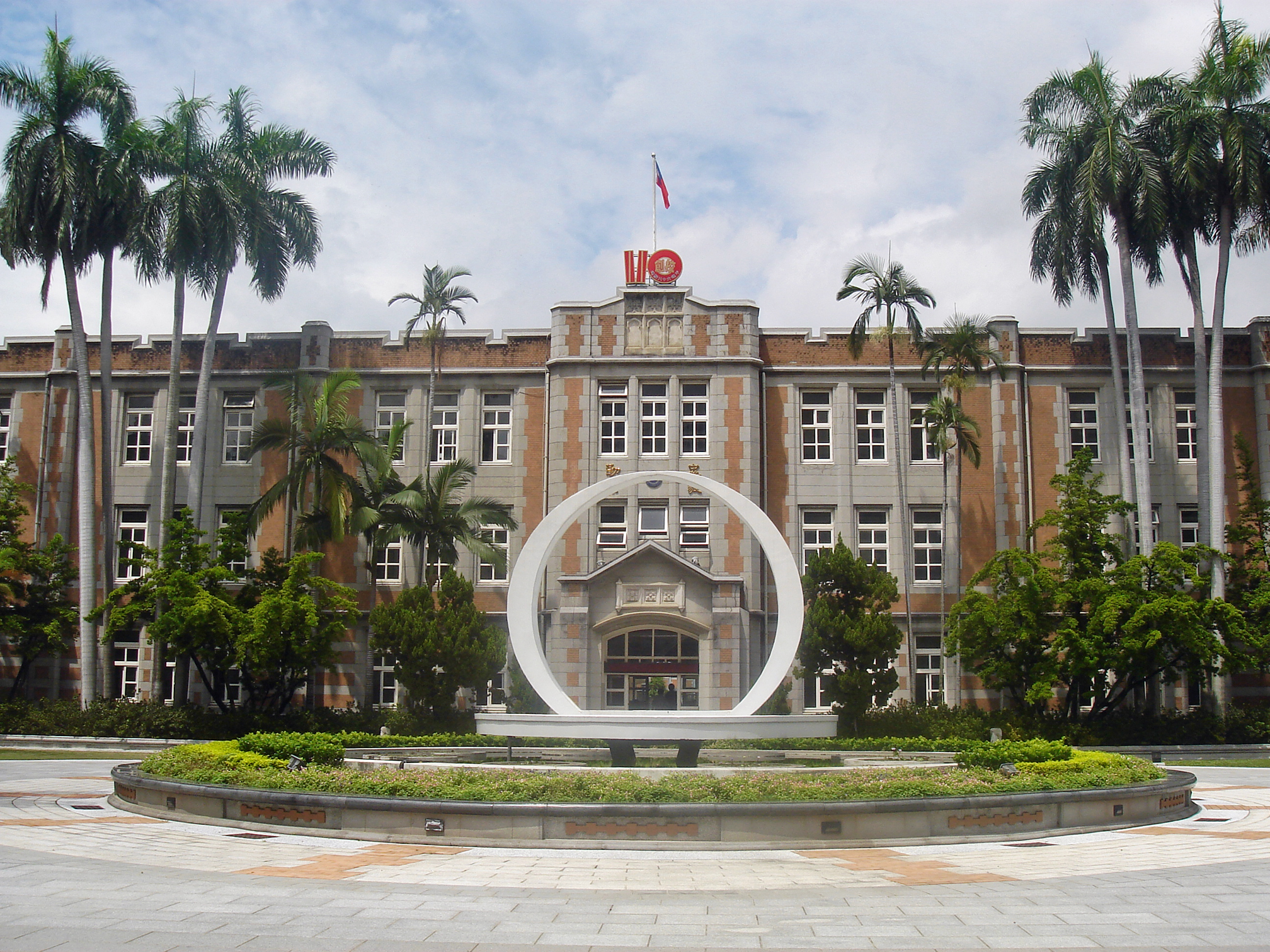
國立臺中教育大學

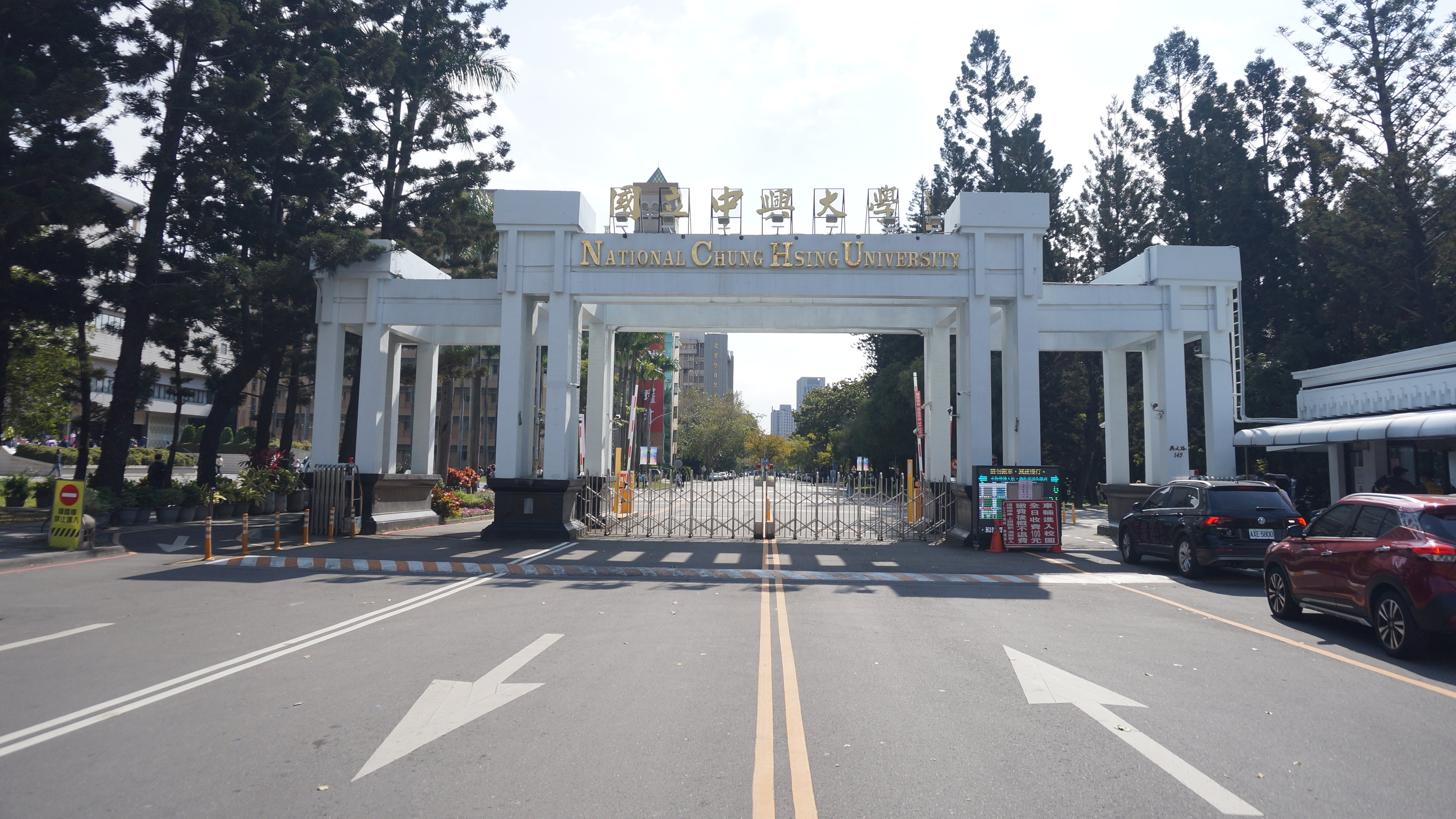
國立中興大學

自日治時期開始，臺中有多所學校創立。1915年「臺灣公立臺中中學校」（今臺中一中）在中部地區士紳辜顯榮、林烈堂、林熊徵、林獻堂、蔡蓮舫等人籌設之下創立，是第一所專為培育臺灣青年所設立之學府。1919年「公立臺中高等女學校」（今臺中女中）、「臺灣公立臺中商業學校」（今國立臺中科技大學）創校，1922年則有「臺中州立臺中第二中學校」（今臺中二中前身之一）設立，1923年「臺灣總督府臺中師範學校」（今國立臺中教育大學）創立，1935年「臺中州臺中家政女學校」（今臺中家商前身）設立，1936年 臺中州私立臺中商業專修學校成立（今新民高級中學前身），1937年為發展農業基礎而設立「臺中州立農業學校」（今興大附農前身），1938年「臺中州立臺中工業學校」（今臺中高工前身）設立，1941年「臺中州立臺中第二高等女學校」（今臺中二中前身之二）設立。1943年「臺灣總督府農林專門學校」脫離臺北帝國大學，遷往臺中南郊頂橋仔頭，改為「臺中高等農林學校」，是臺中高等教育的開端，時至今日演變為國立中興大學。1955年，東海大學成立，成為台灣第二所以大學建制的學校及第一所私立大學。
目前臺中市境內各類型大學共有17所，其中綜合型大學有國立中興大學、東海大學、逢甲大學、靜宜大學及亞洲大學5校，專門型大學則有國立臺中教育大學、國立臺灣體育運動大學、中國醫藥大學及中山醫學大學4校，科技大學則有國立臺中科技大學、中臺科技大學、國立勤益科技大學、嶺東科技大學、朝陽科技大學、弘光科技大學、僑光科技大學及修平科技大學8校。106學年度大專院校學生數共計188,641人，大專院校教職員數共計10,194人，人數僅次於臺北市為全國第2。
高級中等學校共有50所，106學年度班級數2,619班，學生數100,813人。國民中學共有71所，106學年度班級數2,984班，學生數85,244人。國民小學共有235所，班級數6,167班，學生數150,412人，均較上學年度略為減少。全市尚有特殊教育學校4所、國際學校3所，以及社區大學9所。此外，國家教育研究院在位於豐原的臺中院區設有「教育制度及政策研究中心」。

## 醫療

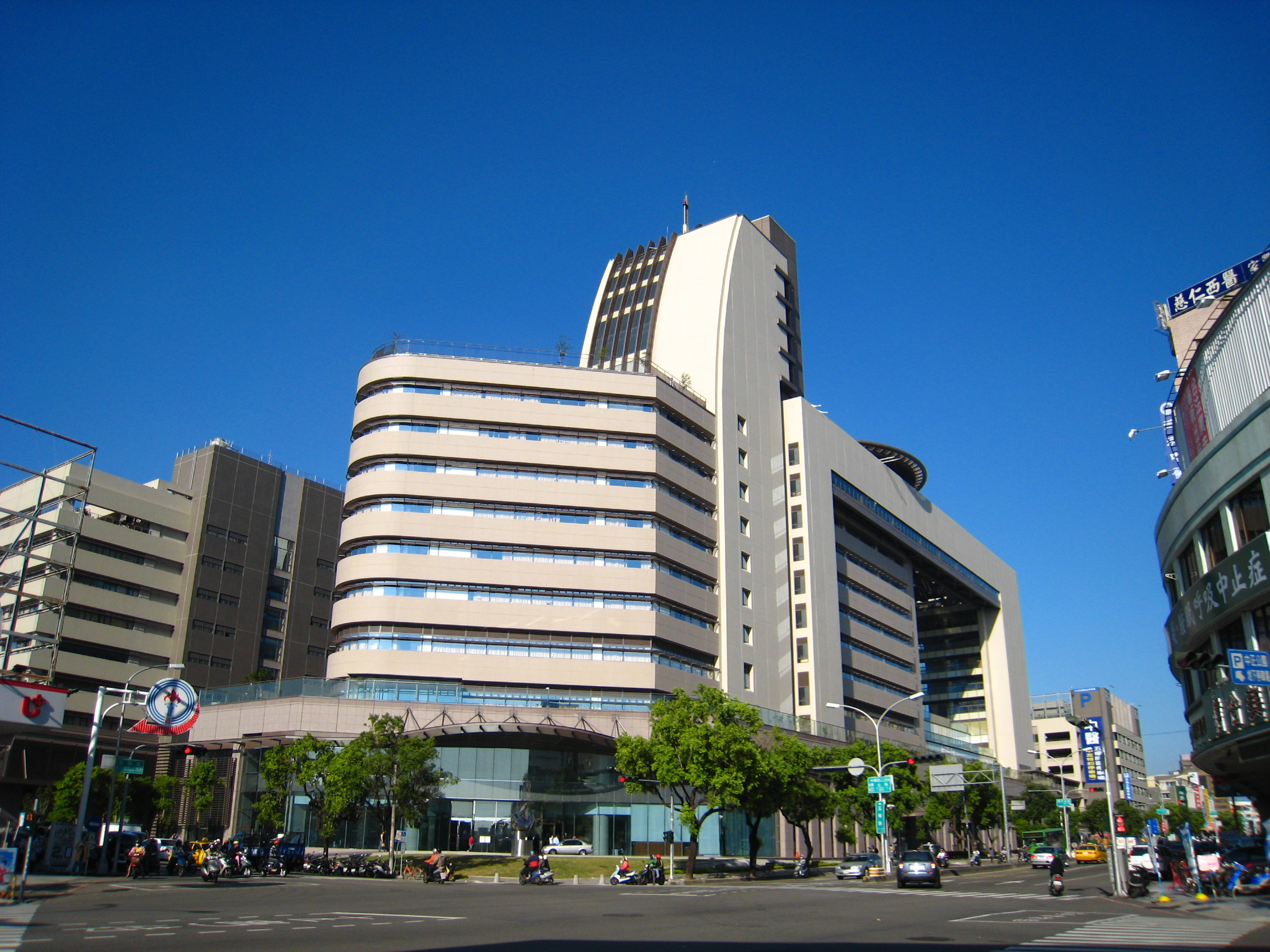
中國醫藥大學附設醫院（總院）

臺中市醫療資源相當豐沛，全市設有68家醫院（醫學中心3家、區域醫院13家、地區醫院51家及中醫醫院3家），另設有診所約3,115家以上（西醫診所1,523家、中醫診所673家、牙醫診所919家）。2012年底臺中市執業醫師數為6,589人，執業醫事人員數則為33,079人，平均每一執業醫師服務之人口數為407人。另外，臺中市政府設有衛生局，下設30個衛生所。
較具規模的醫院有臺中榮民總醫院、中國醫藥大學附設醫院及中山醫學大學附設醫院3家醫學中心，及衛生福利部臺中醫院、衛生福利部豐原醫院、國軍臺中總醫院、亞洲大學附屬醫院、佛教慈濟綜合醫院台中院區、林新醫院、澄清醫院、李綜合醫院、仁愛綜合醫院、光田綜合醫院、童綜合醫院等區域醫院。

## 交通
臺中市區道路呈半蜘蛛網狀分布，臺中車站周圍（舊市區）街道呈傾斜45度的棋盤狀，再以此區域為中心，自舊城區的界線五權路放射出去，由數條放射狀的聯外幹道（五權西路、向上路、臺灣大道、中清路、崇德路、北屯路、復興路、國光路、五權南路）及環狀幹道（忠明路－進化路、文心路－德芳路、環中路－環中東路）所構成。其中臺灣大道東起臺中車站，西至臺中港，總長約24.2公里，串聯市內七個區及數個高速公路交流道，是掌握臺中經濟動脈的重要道路。
臺中市已和週邊衛星城市構成臺中彰化都會區，且汽車擁有數目為全臺第一名，市區道路交通流量十分龐大，高速膨脹的人口，使道路的拓寬和改善速度，遠不及汽车數量的增加速度，每逢假日或通勤時間，部分地區常出現塞車情形，其中又以臺灣大道二至四段交通堵塞問題最為嚴重，而文心路、三民路、復興路、中清路、民權路、台中路、北屯路、五權西路、及五權南路為上下班時間交通特別繁忙的街道。臺中市政府為解決日趨嚴重的塞車問題，提出多個解決方案，如「部分路口禁止左轉」、「增加市區公車路線」、「臺灣大道部份路段取消停車格」、「增加路口警員指揮數量和控制調節交通號誌等待時間」及「興建捷運系統系統」等，以分流或減少市區車流量。大眾運輸部分，目前有多條公車路線及公共自行車租賃系統（iBike）營運中，而軌道運輸方面，臺鐵臺中段高架化已完工通車，並新增五座通勤車站。臺中捷運綠線已於2021年4月25日通車，而台中捷運藍線的綜合規劃則於2024年1月29日獲行政院審議通過核定。機場捷運（橘線）的可行性研究也於2024年7月2日獲交通部審議通過，而大平霧線（紫線）的可行性研究報告也於2022年6月送至交通部審議。

### 大眾運輸

#### 高鐵／臺鐵
台灣高鐵在烏日區設有高鐵台中站，因位於烏日區，民眾亦稱為「高鐵烏日站」。站區西北側為中山高速公路，東鄰筏子溪，南鄰烏溪，距台74線高鐵台中交流道1公里，距國道一號王田交流道3公里，距國道三號快官交流道約3.2公里，和彰化市相距約8公里、中部科學園區臺中園區相距約9公里。高鐵臺中站位於西部走廊中心，且具備三鐵共站（高鐵、臺鐵、捷運綠線）的交通樞紐優越位置，行政院經濟建設委員會定位該區域發展為「購物娛樂城」，結合中科發展優勢和地區充沛的產業與文化資源，發展成國際門戶。目前旅客可由共站的臺鐵新烏日車站，轉乘區間車或區間快車至台中市區、潭子、豐原、后里、海線地區及彰化市，也可由共站的台中捷運綠線高鐵台中站搭乘捷運至台中市區，亦有多條公車路線，目前高鐵台中站每月進出人次為全國第二多，僅次於高鐵台北站。

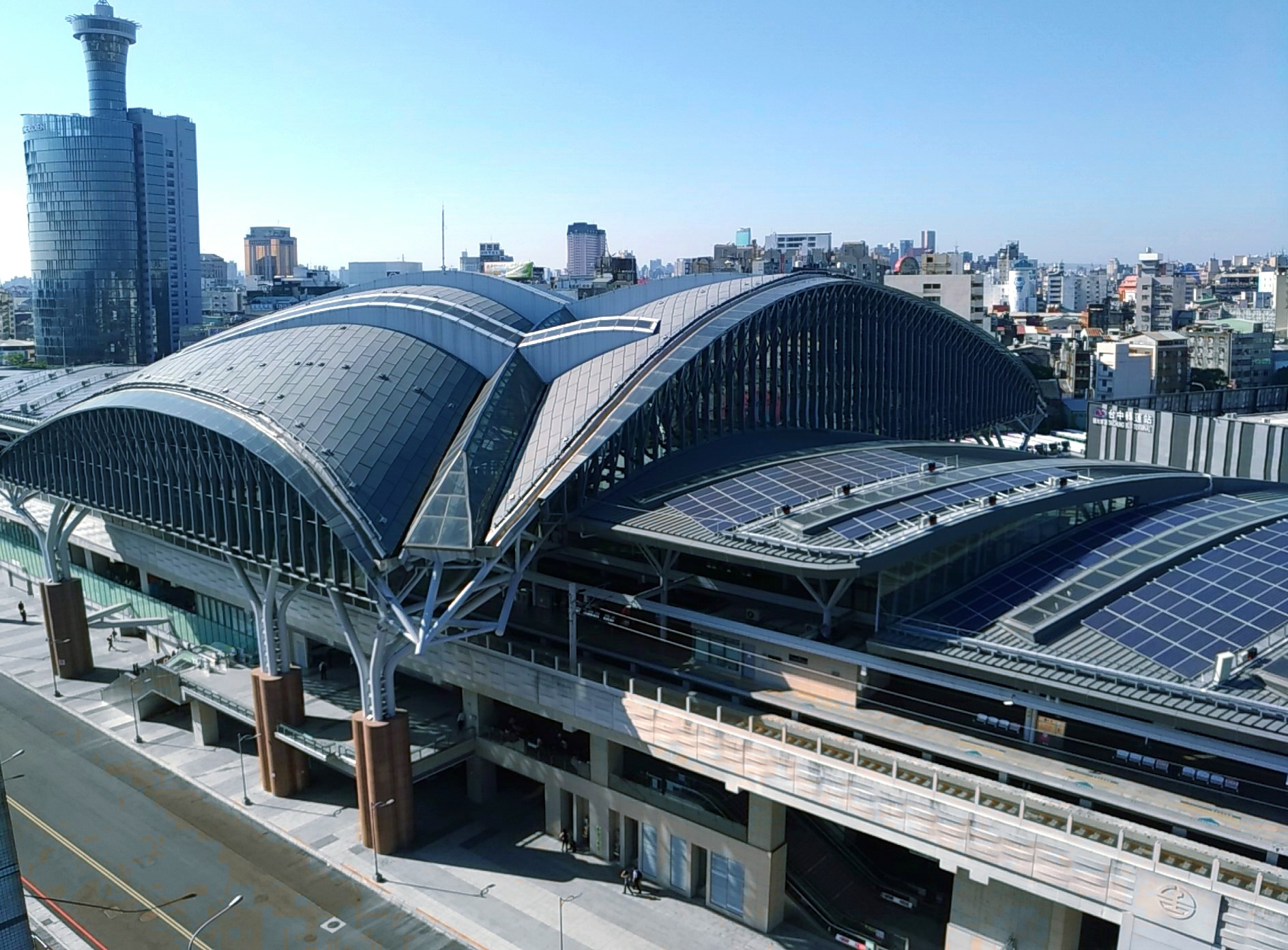
臺鐵臺中車站

臺灣鐵路在市內有四條路線通過，多呈南北走向，主要車站為臺中、豐原等站。其中臺中車站為臺灣四大特等站之一，中部的樞紐，各級列車必定停靠，於日治時期大正6年（1917年）設站，其中第二代車站為後期文藝復興風格的紅磚建築，列入國定古蹟，運輸功能於2016年10月16日「臺中都會區鐵路高架捷運化計畫」第一期工程完工後由東北側的高架新站取代。臺中市政府另將日南車站、追分車站及泰安舊站登錄為市定古蹟，舊臺中車站後站、清水車站登錄為歷史建築。
- 臺中線（山線）：除臺中、豐原等站有自強號等高級列車停靠（后里、新烏日有少量班次），尖峰時段亦有加開區間快車停靠后里、豐原、潭子、太原、臺中、大慶及新烏日等站輸運旅客，其餘車站以區間車為主。其中松竹、大慶、新烏日車站與臺中捷運綠線共站，而新烏日車站亦和高鐵共站；「臺中都會區鐵路高架捷運化計畫」完工後高架化除原有車站之外新增設栗林、頭家厝、松竹、精武與五權等5個通勤車站。
- 海岸線（海線）：部份區域仍為單軌，主要車站為大甲、清水、沙鹿等站，有多數對號車停靠，其餘車站以區間車為主。
- 成追線：為臺中線及海岸線間的連絡線，辦理成追線雙軌化工程，改線已於2019年3月30日夜間進行軌道切換作業，並於翌日啟用東正線，西正線已於2020年1月啟用。
- 舊山線：因曾停駛並有新路線取代，故稱舊山線。2010年6月以觀光方式復駛，第一階段恢復苗栗三義車站至臺中泰安舊站，第二階段延駛至后里車站。

#### 大眾捷運

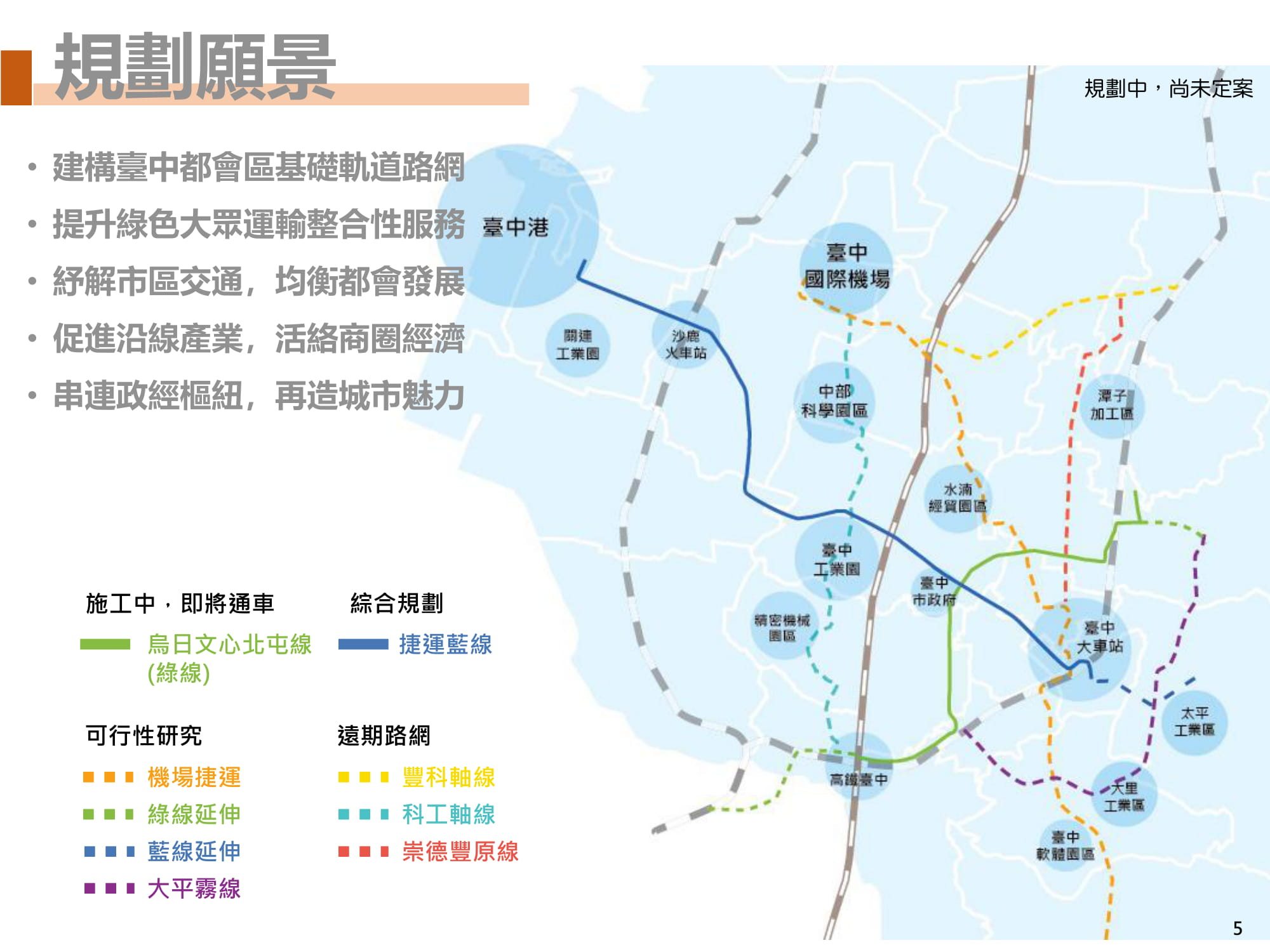
2020年臺中都會區大眾捷運系統路網規劃圖

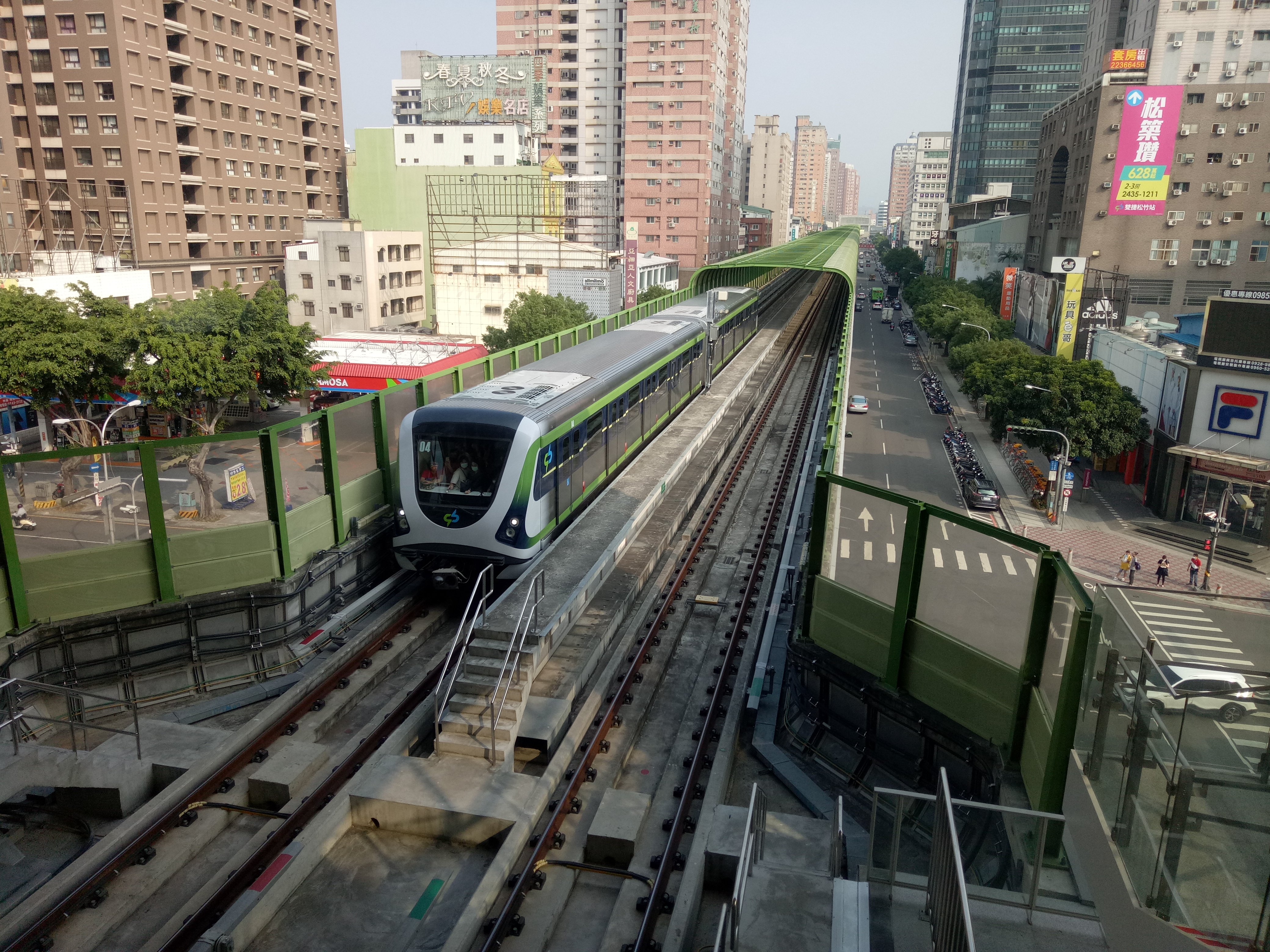
臺中捷運綠線列車

臺中捷運計畫始於1990年，是臺中都會區的大眾捷運系統，目前已通車的路線為綠線（烏日文心北屯線），共18座車站。此外，有多條路線已經納入規劃中，其中藍線的綜合規劃已獲得行政院核定，即將動工興建。機場捷運（橘線）的可行性研究也已獲交通部核定，而大平霧線（紫線）的可行性研究報告也於2022年6月送至交通部審議。
臺中捷運綠線電聯車共有18列，每列車由2節車廂組成，載客量約為536人，臺中捷運綠線為中運量運輸系統，原預計於2020年底通車營運，試營運期間出現車輛零件瑕疵而延至2021年4月25日通車，成為臺灣中部首條大眾捷運系統。
台中捷運
- 綠線

路線狀態及預定狀態
| 路線\進度                          | 路線\進度    | 可行性研究 | 可行性研究 | 可行性研究     | 可行性研究     | 可行性研究     | 綜合規劃 | 綜合規劃 | 綜合規劃       | 綜合規劃       | 綜合規劃       | 綜合規劃       | 設計        | 設計        | 招標  | 招標  | 執行  | 執行  | 執行  | 執行  | 預 計 完 工 | 備註 \| █ 已完成或核定 █ 進行中 █ 預定啟動 \| |
| 路線\進度                          | 路線\進度    | 啟 動      | 送 審      | 交 通 部 核 定 | 國 發 會 核 定 | 行 政 院 核 定 | 啟 動    | 環 評    | 環 保 署 核 定 | 交 通 部 核 定 | 國 發 會 核 定 | 行 政 院 核 定 | 設 計 完 成 | 審 議 完 成 | 公 示 | 決 標 | 施 工 | 試 車 | 初 勘 | 履 勘 | 預 計 完 工 | 備註 \| █ 已完成或核定 █ 進行中 █ 預定啟動 \| |
| ---------------------------------- | ------------ | ---------- | ---------- | -------------- | -------------- | -------------- | -------- | -------- | -------------- | -------------- | -------------- | -------------- | ----------- | ----------- | ----- | ----- | ----- | ----- | ----- | ----- | ----------- | --------------------------------------------- |
| 綠線                               | 延伸線       |            |            |                |                |                |          |          |                |                |                |                |             |             |       |       |       |       |       |       |             | 可行性研究行政院通過，綜合規劃啟動            |
| █ 藍線                             | 本線         |            |            |                |                |                |          |          |                |                |                |                |             |             |       |       |       |       |       |       |             | 已動工                                        |
| █ 藍線                             | 延伸線       |            |            |                |                |                |          |          |                |                |                |                |             |             |       |       |       |       |       |       |             | 可行性研究交通部審查中                        |
| █ 機場捷運                         | █ 機場捷運   |            |            |                |                |                |          |          |                |                |                |                |             |             |       |       |       |       |       |       |             | 可行性研究國發會審查中                        |
| █ 大平霧線                         | █ 大平霧線   |            |            |                |                |                |          |          |                |                |                |                |             |             |       |       |       |       |       |       |             | 可行性研究交通部審查中                        |
| █ 豐原崇德線                       | █ 豐原崇德線 |            |            |                |                |                |          |          |                |                |                |                |             |             |       |       |       |       |       |       |             | 啟動可行性研究                                |
| █ 科工軸線                         | █ 科工軸線   |            |            |                |                |                |          |          |                |                |                |                |             |             |       |       |       |       |       |       |             | 路網規劃中                                    |
| █ 豐科軸線                         | █ 豐科軸線   |            |            |                |                |                |          |          |                |                |                |                |             |             |       |       |       |       |       |       |             | 路網規劃中                                    |
| █ 已完成或核定 █ 進行中 █ 預定啟動 |              |            |            |                |                |                |          |          |                |                |                |                |             |             |       |       |       |       |       |       |             |                                               |

#### 市公車／客運

臺中市公車300路行駛於公車專用道上

臺中市公車目前營運業者台中客運、統聯客運、巨業交通、全航客運、建明客運、豐原客運、東南客運、苗栗客運、中台灣客運、和欣客運、中鹿客運、總達客運及國光客運，共計15家業者，是全國最多業者共同經營市公車的城市，此外臺灣大道上設有公車專用道，提供市區公車使用。目前，一般市區公車路線（0路～999路）採取里程計費，若市民使用悠遊卡及一卡通等電子票證進行市民優惠綁定並付費，則享有10公里內免費及單次搭乘上限10元優惠；小黃公車（黃1路）由計程車隊服務，採取依照一般市區公車費率收費，但須向業者提前預約班次，目前公車運量每個月皆有破一千萬人次搭乘。
目前國道公路客運的營運業者有國光客運、新竹客運、台西客運、臺中客運、統聯客運、全航客運、南投客運、和欣客運、阿羅哈客運。臺中市政府規劃興建八大轉運中心，包括臺中、朝馬、水湳、霧峰、豐原、沙鹿、大甲等轉運中心，另有服務高鐵周邊旅客的新烏日轉運中心。

#### 公共自行車
臺中市公共自行車租賃系統（Youbike 2.0、Youbike 2.0E）由臺中市政府交通局提案、微笑單車公司負責建置和營運，採24小時營運、無人自動化管理系統，提供自行車甲地租、乙地還的租賃服務。
臺中服務中心設在中區興中街 21 號；大甲服務中心位於大甲區民權路52號（大甲區公所內）。提供會員申請、失物招領等服務。
目前營運中的站點遍及各個市轄區。

#### 海運
臺中港旅客服務中心有船班來往臺中港—澎湖馬公、臺中港—廈門、臺中港—平潭之航線。

#### 未來
臺灣鐵路管理局負責規劃的甲線為臺中市政府「大台中山手線環狀鐵路計畫」裡的一部分，目前尚在交通部審議中。
臺中捷運路網裡的藍線的可行性研究報告已通過交通部審查，未來修正通過後即送行政院審查。
而機場捷運橘線及大平霧線紫線，目前可行性研究已送至交通部審查中。

### 公路

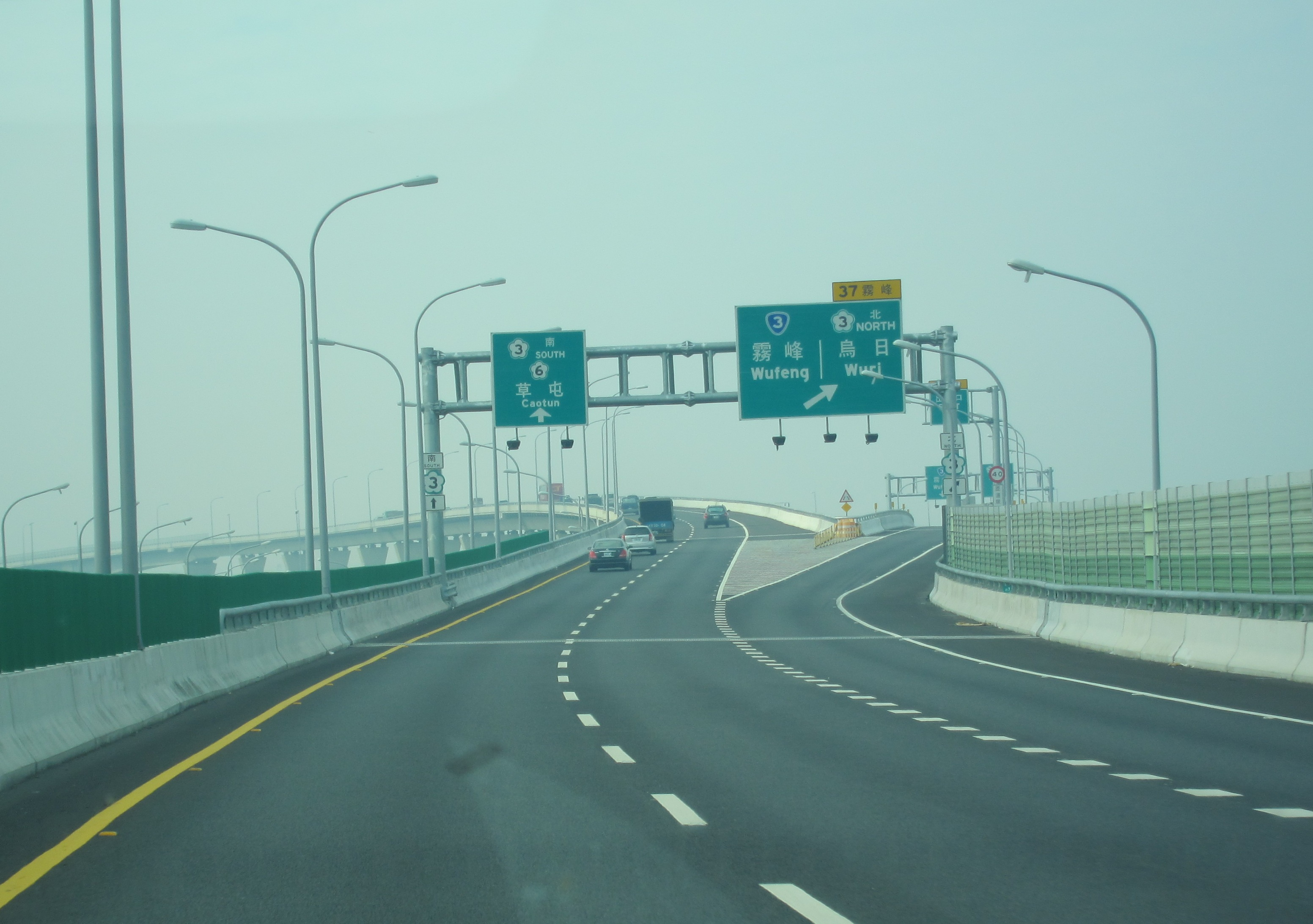
臺74線快速道路霧峰交流道

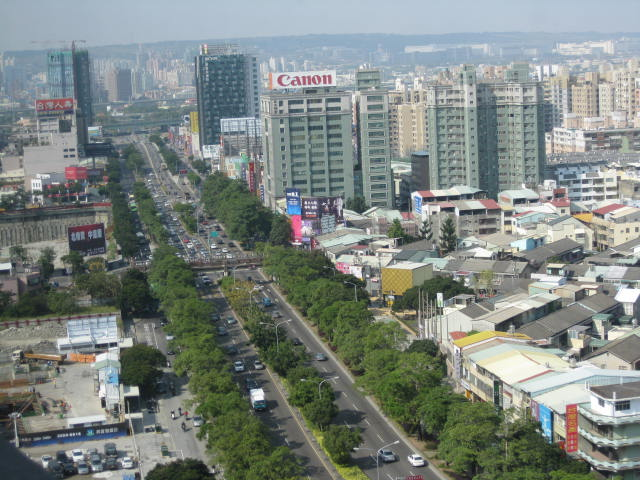
鳥瞰臺灣大道三段（省道臺12線）

通過臺中市境內的國道高速公路有國道一號、國道三號、國道四號及國道六號。國道一號，即中山高速公路，在臺中市內設有6個一般交流道（后里交流道、豐原交流道、大雅交流道、台中交流道、南屯交流道、王田交流道）及2個系統交流道（台中系統交流道、大雅系統交流道）。國道三號，即福爾摩沙高速公路，在臺中市內設有6個一般交流道（大甲交流道、沙鹿交流道、龍井交流道、烏日交流道、中投交流道、霧峰交流道）及2個系統交流道（中港系統交流道、霧峰系統交流道）。國道四號在臺中市內設有5個一般交流道（清水端、神岡交流道、后豐交流道、豐勢交流道、潭子交流道）及3個系統交流道（中港系統交流道、臺中系統交流道、潭子系統交流道）。國道六號，即水沙連高速公路，在臺中市內設有1個一般交流道（舊正交流道）及1個系統交流道（霧峰系統交流道）。
通過臺中市境內快速公路有台61線及台74線。台61線，即西濱快速公路，在臺中市內設有7個一般交流道（大甲交流道、福住交流道、大安一交流道、大安二交流道、清水交流道、梧棲交流道、龍井交流道）。台74線，即快官霧峰線，在臺中市內設有18個一般交流道（成功交流道、高鐵台中交流道、南屯一交流道、南屯二交流道、西屯一交流道、西屯二交流道、西屯三交流道、北屯一交流道、北屯二交流道、崇德交流道、潭子交流道、松竹交流道、太原交流道、太平交流道、大里一交流道、大里二交流道、草湖交流道、霧峰交流道）及1個系統交流道（潭子系統交流道），其中北屯二交流道可直接連接國道一號大雅系統交流道。
除了快速公路以外，臺中市境內共有省道9條、支道4條。南北縱貫省道主道有台1線（縱貫公路）、台3線（內山公路）、台13線（尖豐公路）、台17線（西部濱海公路中南段）、台21線（新中橫公路）、台63線（中投公路），支道有台1乙線、台7甲線（中橫公路宜蘭支線）。東西橫貫省道主道有台8線（中橫公路）、台10線、台12線（臺灣大道），支道有台8甲線（中橫公路青山下線）、台10乙線。
臺中市境內共有市道6條、支線1條及聯絡苗栗縣縣道1條。跨縣市市道有市道121號、市道136號。全線在市內的市道有市道125號、市道127號、市道129號、市道132號。全線在市內的市道支線有市道132甲號。縣道有縣道140號。
除了上述公路，臺中市還有區道公路系統存在，遍佈全市。

### 港埠

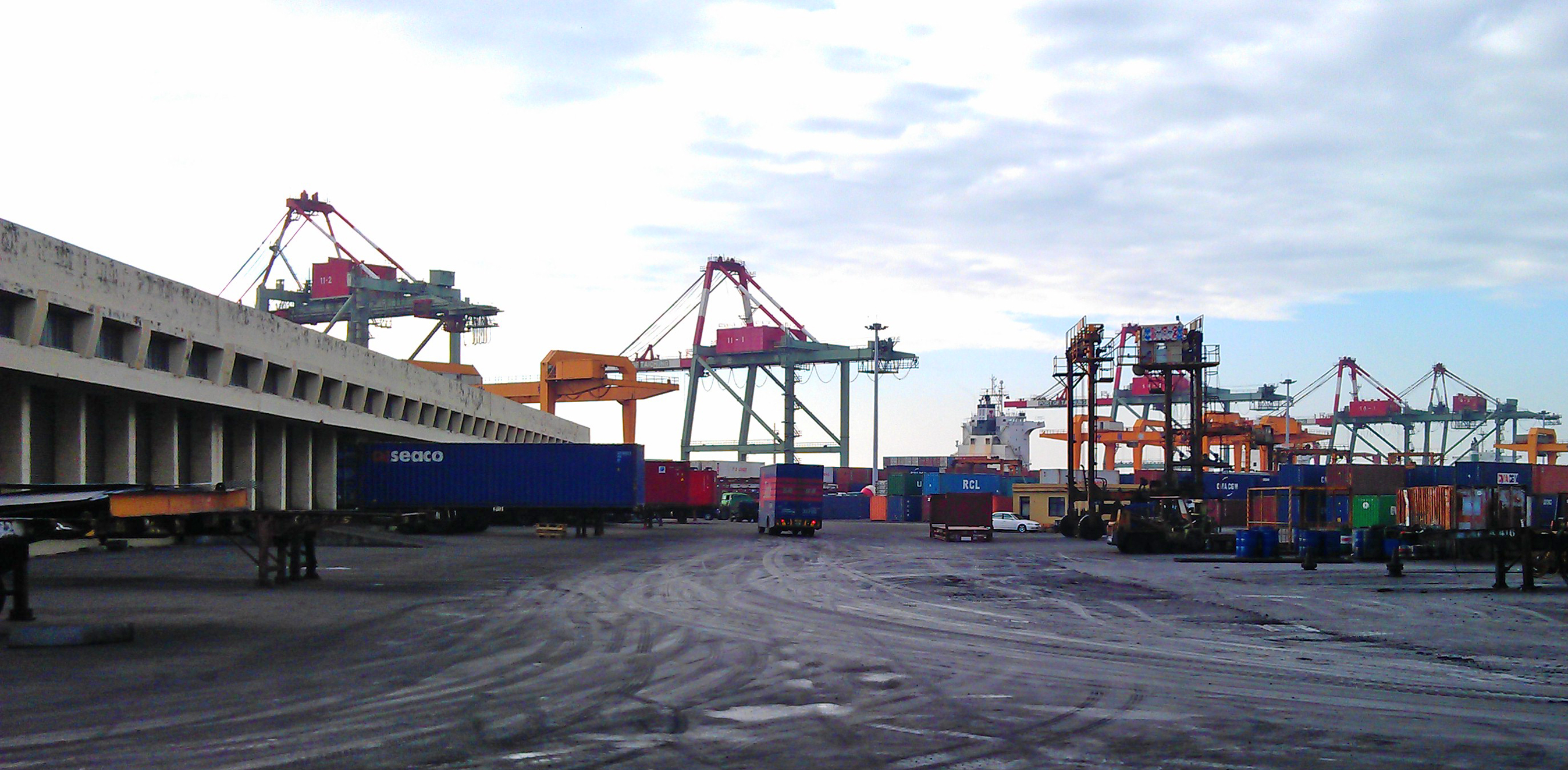
臺中港北突堤貨櫃區

臺中港位於臺中市西部海岸，是中部主要的國際商港及航運門戶，於1976年臺中港建成開始營運:219，距離北部基隆港和南部高雄港各約110海里。港區總面積為3,793公頃（水域面積973公頃，陸地面積2,820公頃），橫跨龍井區、梧棲區、清水區，大部分設施位於梧棲，管理單位為臺灣港務公司臺中港務分公司。日治時期曾有新高港的建港計畫，因二戰爆發而停頓，至1970年代才正式建港。目前吞吐量大幅成長為臺灣第二大港，貿易量為臺灣第一大港。臺中港2012年自由貿易港區貿易量為9,151,353公噸、貿易值為2,905億元，兩項均排名全國第一。
臺中市另有梧棲、五甲、松柏、北汕、塭寮、麗水等六個漁港。

### 航空

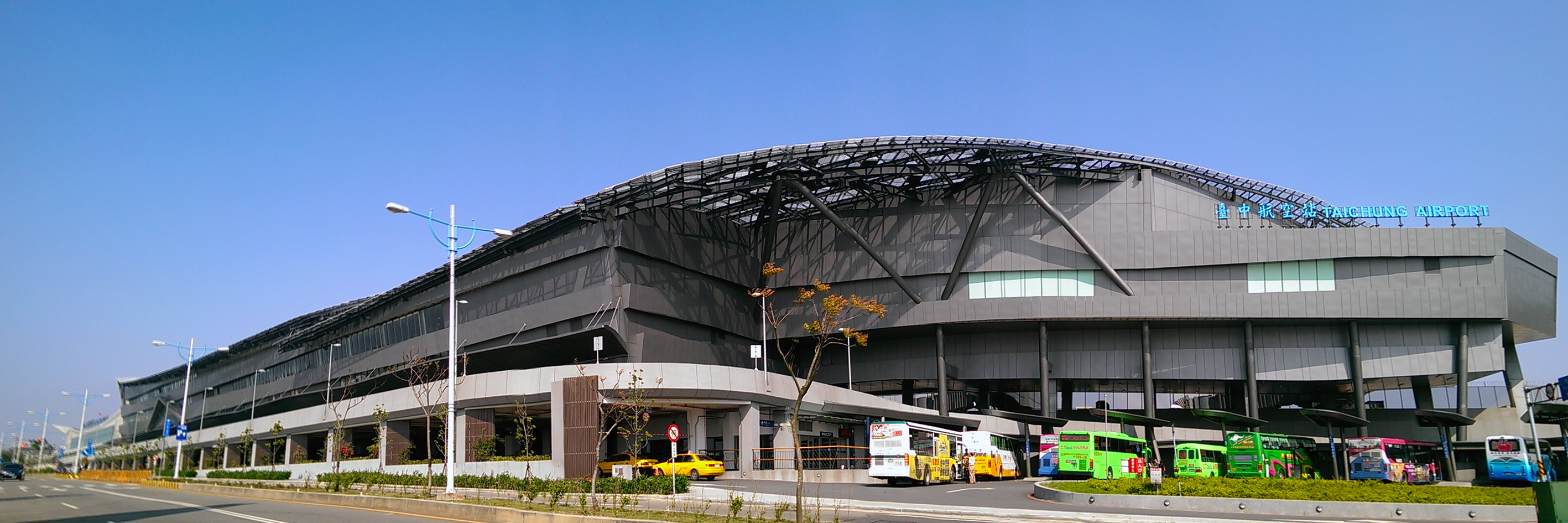
臺中國際機場為臺灣中部唯一的國際機場

臺中國際機場，是位於沙鹿區（基地範圍涵蓋清水區、神岡區、大雅區）的軍民合用機場，也是中臺灣唯一的國際機場。民用部分的管理及營運單位為交通部民用航空局臺中國際機場；軍用部份為空軍清泉崗基地，為臺灣規模最大的空軍基地，也曾為美軍在遠東地區最大的空軍基地；以及有救災用的內政部空中勤務總隊中部基地。
原臺中航空站設於西屯區水湳機場（水湳機場之名取自場址西方1公里處北屯區的水湳），2004年3月航空站遷至清泉崗，2007年空軍第二後勤指揮部遷出。2012年8月內政部空中勤務總隊第二大隊移駐清泉崗機場，水湳機場航空用途正式結束。台中國際機場是近年來成長最快的台灣機場，從2008到2014，僅花六年，台中機場的客運量即變成兩倍。然機場相關設施仍未能停寬體較大之飛機機型，待未來擴建增設之。

## 休閒旅遊
臺中彰化都會區是臺灣南、北交通的中點，為三大都會圈之一，且擁有豐富的觀光資源，在縣市合併後更具多樣性。2012年底更經線上預訂旅館網站－Agoda評選為全球夜生活城市第19名。
臺中市舉辦臺中國際花卉博覽會，是國內繼臺北市之後第二個獲得國際園藝博覽會及國際展覽局認證授權舉辦的A2/B1級國際園藝博覽會，也是台灣第四次舉辦大型博覽會。
2017年全球百大旅遊目的地城市，台中市是僅次於台北市入選的台灣城市，排名97名。

### 休憩景點

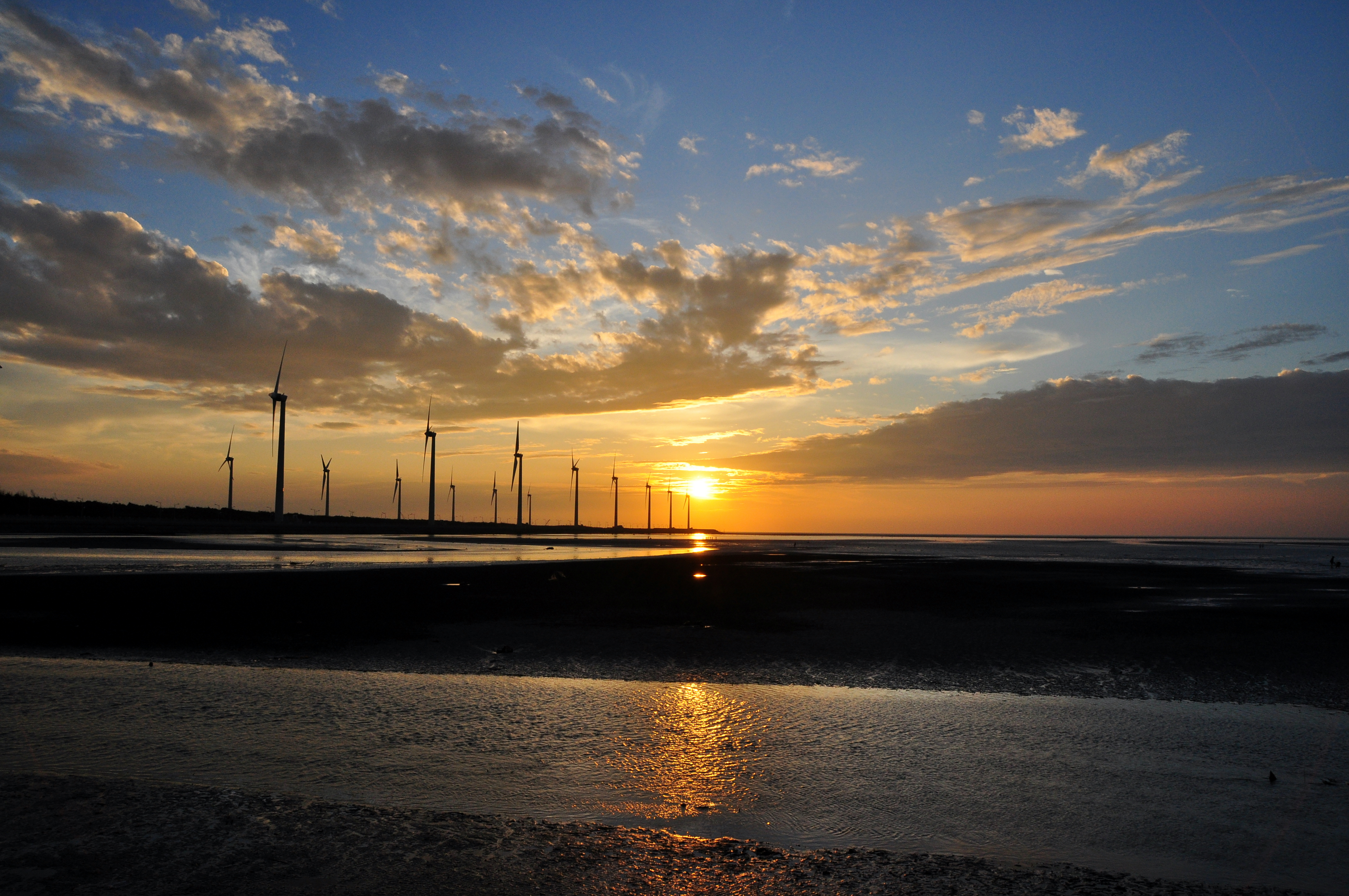
高美溼地的夕陽景色

臺中有雪霸、太魯閣二座國家公園，其中雪霸國家公園近40%面積位於臺中境內，範圍包括有櫻花鉤吻鮭野生動物保護區及雪霸自然保護區。境內還有武陵、大雪山、八仙山、合歡山等數座國家森林遊樂區，以及九九峰、大肚溪口、高美、青桐林生態產業園區等自然生態保護區。
風景區及其它景點有谷關風景區、梨山風景區、大坑風景區、鐵砧山風景特區、高美溼地、臺中公園、臺中都會公園、中央公園、立法院民主議政園區、文心森林公園、坪林森林公園、秋紅谷公園、東海大學校園、光復新村、審計新村 等。此外，臺中還擁有數條相連的綠園道，如草悟道、經國綠園道、美術園道、興大園道等。

### 藝文場所

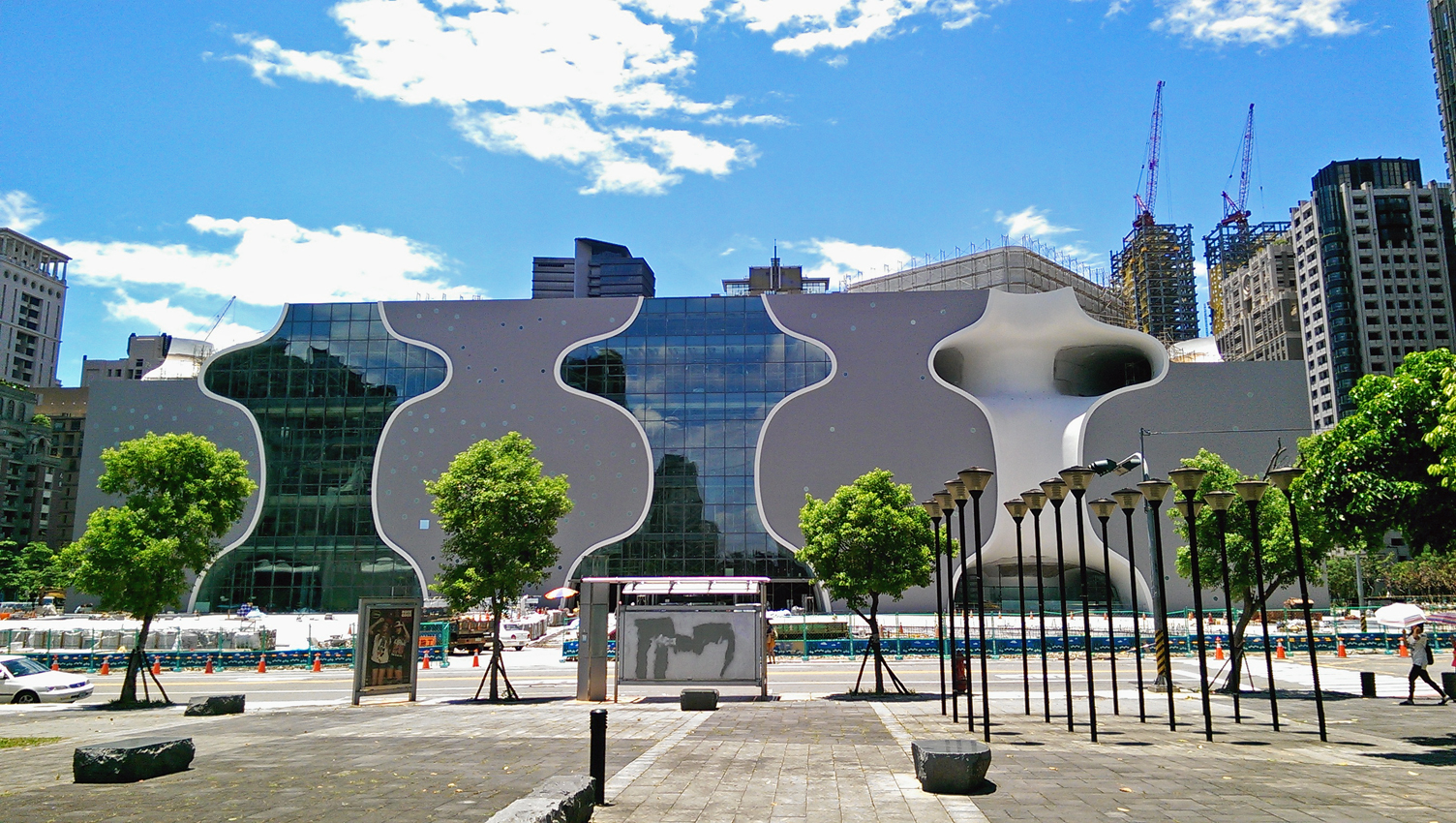
臺中國家歌劇院，由伊東豊雄設計並以無樑柱曲牆和美聲涵洞為特色

在藝文場館方面，有國立自然科學博物館、國立臺灣美術館、國立公共資訊圖書館、亞洲大學附屬現代美術館、臺中車站鐵道文化園區、臺中文化創意產業園區、纖維工藝博物館、大墩文化中心、葫蘆墩文化中心、港區藝術中心、屯區藝文中心，以及臺中市役所、20號倉庫、臺中民俗公園、道禾六藝文化館、台中文學館等等，此外，還有臺中國家歌劇院、中山堂、中興堂、圓滿戶外劇場、國立臺灣交響樂團霧峰演奏廳等表演藝術場館，展現臺中市人文氣息，是臺灣文化觀光中不容忽視的城市。
另外籌備的臺中市立美術館以及國家漫畫博物館，其中的臺中市立美術館與臺中市立圖書館新總館共構，臺中市立美術館與臺中市立圖書館新總館預計2025年完工而啟用，簡稱為臺中綠美圖。

### 商圈百貨市集
商圈市集
- 逢甲商圈
- 一中商圈
- 東海商圈
- 天津商圈
- 精明一街商圈
- 台中車站商圈
- 旱溪觀光夜市
- 大慶觀光夜市
- 霧峰樹仁商圈
- 廟東夜市
- 中華路夜市
- 忠孝路夜市
- 大甲蔣公路夜市

百貨商場
- 新光三越台中中港店
- Top City 台中大遠百
- 中友百貨
- 廣三SOGO百貨
- 大魯閣新時代購物中心
- 勤美誠品綠園道
- 老虎城購物中心
- 金典綠園道
- 秀泰生活台中站前店
- 秀泰生活台中文心店
- 日曜天地Outlet
- 太平洋百貨豐原店
- 麗寶 Outlet Mall

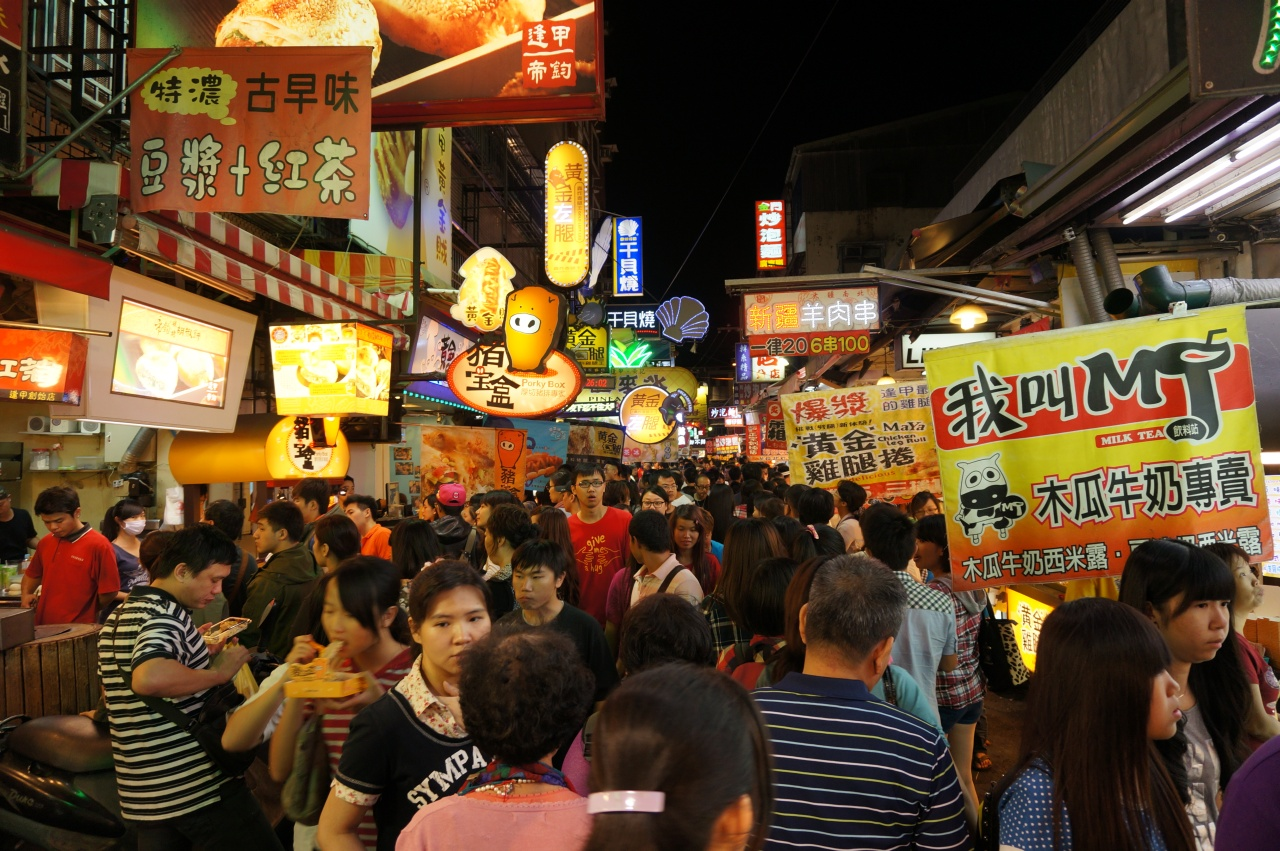
位於西屯區的逢甲夜市是臺中著名商圈市集

- MITSUI OUTLET PARK 台中港
- Mitsui Shopping Park LaLaport 台中
- 誠品生活480
- 漢神洲際購物中心（預定2025年開幕）
- 高鐵娛樂購物城（規劃中）

大型量販店
- 家樂福：文心店、青海店、西屯店、大墩店、中清店、德安店、太平店、沙鹿店、豐原店
- 大潤發：忠明店
- 愛買：復興店、水湳店、豐原店
- 大買家：北屯店、國光店
- 好市多：台中店、北台中店

家飾家居商場
- 宜家家居：台中店
- 特力屋：復興店（社區型）、大墩店、北屯店、西屯店、豐原店、大里國光店（社區型）、梧棲中華店（社區型）、大雅學府店（社區型）
- 特力和樂：北屯店、大墩店、西屯店
- 宜得利家居：西屯店、廣三店、新時代店、北屯店、文心店、水湳店、中友店、國光店、中港店

大型影城
- 威秀影城：台中大遠百、台中老虎城、台中大魯閣新時代
- 新光影城：台中中港
- 秀泰影城：台中站前、台中文心、台中麗寶
- 國賓影城：台中忠孝（因疫情影響暫停營業中）
- in89豪華影城：台中豐原
- 親親戲院
- 日日新影城
- 萬代福影城（因疫情影響暫停營業中）
- 豐源國際影城（於2023年底休業）
- 時代影城
- 全球影城

### 在地重要宗教中心
台中市的宗教概況與台灣宗教概況大致相同。荷蘭時期，大肚王國拒絕接受基督宗教的洗禮，維持當地的傳統宗教。直到明清時期，隨著閩粵漢族移民從移居地遷來的神祇，建立至今以200年以上的廟宇，以佛教、道教及台灣民間信仰為主，其中又以媽祖信仰最為盛行。清領時期，台中三大聚落分別是大里杙（今大里）、犁頭店（今南屯）、四張犁（今北屯），為台中盆地最早開發的區域，各區都有主要的媽祖廟。
道教信仰：包含祀奉保生大帝的北區台中元保宮、祀奉城隍爺的南區台中市城隍廟。祀奉北極玄天上帝的梧棲真武宮、祀奉文昌帝君的南屯文昌廟、祀奉觀世音菩薩的清水紫雲巖（全台最大的觀音廟）、祀奉財神爺的北屯台中廣天宮（金身源於唐朝武德二年（619年）恭請來台，為世界第一尊財神爺）及民國時期建立祀奉孔子的台中市孔廟。祀奉福德正神有南區建興福德祠，是原中市現存最老的土地公廟（嘉慶四年）。
- 媽祖信仰：台中原市區有四大媽祖廟，分別是最早的媽祖廟－南屯萬和宮、東區旱溪樂成宮、中區藍興萬春宮及北屯南興宮。大里杙則有大里福興宮、內新新興宮、仁化振坤宮，合稱大里媽三角。海線以梧棲朝元宮、大甲鎮瀾宮、大肚萬興宮、大肚永和宮、梧棲大庄浩天宮為主，其中又以大甲媽南下遶境進香活動最負盛名。山線以豐原慈濟宮、大雅永興宮、新社九庄媽（有神無廟，由當地的九個庄頭輪流祀奉媽祖，祀奉始於清乾隆末年）及烏日台中六房媽（源於雲林六房天上聖母，有神無廟）。

佛教信仰：知名佛寺有寶覺禪寺，台灣佛教四大名山也皆有在台中設立佛寺、精舍。
基督宗教：知名教堂有天主教台中教區主教座堂耶穌救主總堂、路思義教堂、主顧聖母堂與台灣基督長老教會柳原教會、忠孝路教會。
伊斯蘭教：有台中清真寺。
日本神道：台中神社、清水神社，現存只剩遺址。

## 國際交流

### 領事機構
臺中市對外國的城市交流始於1960年代，1975年菲律賓在臺中市設立菲律賓駐臺代表處臺中分處（領事館），這是目前唯一的一個國家在臺中市建立的交流平臺。另外美國在台協會亦設有臺中線上分處。國立公共資訊圖書館亦分別與美國在台協會、英國文化協會、法國在台協會學術合作暨文化處合作設立臺中美國資料中心、英國資料中心、法國資料中心。
- 菲律賓駐臺代表處臺中分處

### 姐妹市與友好城市
自1965年起，臺中市（含原臺中縣鄉鎮市）在世界各地共締結了43個姐妹市與友好城市。
締結為姐妹市的城市有：
1. 1965年3月29日 美国康乃狄克州紐哈芬市
2. 1969年11月27日 忠清北道忠州市
3. 1978年11月21日 玻利维亚聖克魯斯省聖克魯斯市
4. 1979年8月31日 美国亞利桑那州土桑市
5. 1980年4月18日 美国路易斯安那州巴頓魯治市
6. 1981年10月8日 美国懷俄明州夏陽市
7. 1982年4月2日 加拿大曼尼托巴省溫尼伯
8. 1983年3月31日 美国加利福尼亞州康他哥斯大郡
9. 1983年11月19日 美国加利福尼亞州聖地牙哥市
10. 1983年12月9日 南非夸祖魯那他省姆森杜錫（英语：Msunduzi Local Municipality）
11. 1985年10月8日 美国內華達州雷諾市
12. 1986年6月5日 美国南卡羅萊納州桑特郡
13. 1986年9月22日 美国德克薩斯州奧斯汀市
14. 1989年5月8日 美国新罕布夏州曼徹斯特
15. 1989年9月21日 墨西哥下加利福尼亞州墨西加利
16. 1990年10月15日 美国俄亥俄州蒙馬利郡
17. 1996年12月17日 新西兰奧克蘭大區奧克蘭市
18. 1997年9月4日 美国紐約州納蘇郡
19. 2000年7月19日 美国華盛頓州塔可瑪市
20. 2002年5月16日 马绍尔群岛瓜佳蓮市
21. 2003年10月28日 科爾特斯省汕埠
22. 2004年7月27日 菲律賓馬加智市
23. 2007年9月11日 美国喬治亞州哥倫布
24. 2014年3月12日 美国南卡萊羅納洲哥倫比亞市
25. 2018年2月14日 以色列佩塔提克瓦
26. 2018年11月4日 蒙古国烏布蘇省
27. 2022年2月23日 關島
28. 2024年10月11日 帛琉 美麗丘州
29. 2024年12月12日 日本 宮崎縣

締結為友好城市的城市有：
1. 2009年5月22日 加拿大卑詩省本拿比市
2. 2016年6月28日 日本群馬縣
3. 2016年9月8日 日本大分縣
4. 2016年10月31日 美国加利福尼亞州庫比蒂諾市
5. 2016年12月14日 日本青森縣平川市
6. 2016年12月14日 日本青森縣
7. 2017年6月1日 日本愛媛縣
8. 2017年8月14日 美国愛達荷州樹城
9. 2017年9月29日 日本廣島縣尾道市
10. 2017年11月14日 全羅南道光陽市
11. 2018年4月11日 慶尚南道昌原市
12. 2018年5月29日 日本山形縣
13. 2018年11月2日 日本鳥取縣

另外，臺中市還與以下城市締結觀光友好城市：
1. 2019年10月25日 日本愛知縣名古屋市

### 國際展覽與賽事
洲際棒球場是臺灣大型國際級棒球比賽場地，該場地曾舉辦過2006年洲際盃棒球賽、2007年世界盃棒球賽、2007年亞洲棒球錦標賽、2013年世界棒球經典賽B組預賽、2014年21U世界盃棒球賽、2015年世界棒球12強賽、2019年世界棒球12強賽、2023年世界棒球經典賽A組預賽等國際賽事。
2012年獲得國際園藝家協會及國際展覽局認證授權，臺中市於后里區、豐原區和外埔區舉辦2018年臺中世界花卉博覽會，其展覽規模將超越2010年臺北國際花卉博覽會，也是繼2010年臺北國際花卉博覽會後第二個要舉辦國際園藝博覽會的臺灣城市，其展區後成為后里花博公園，並於2020年舉辦台灣燈會。
2014年10月東亞運動會總會宣布臺中市正式取得第1屆2019年東亞青年運動會主辦權，也是繼台北市和高雄市後第三個獲得國際賽事的台灣城市。然而在2018年7月，東亞奧協理事會在北京召開臨時理事會，經各參賽國奧委會投票決定取消此次東亞青年運動會。。
2024年9月28日舉辦臺灣第一次F1賽車Red Bull Showrun Taichung 封街賽車展演，臺中市政府封閉市政路段，這是臺灣第一次F1賽車於道路上奔馳。

### 城市榮譽與獲獎
2011年10月21日，臺中市參加美國智慧城市論壇舉辦的「2012全球21大智慧城市」（The SMART 21 of 2012）即入選成為2012年度全球21大智慧城市之一的城市。2012年2月6日，再獲選成為2012年亞洲「全球頂尖7大智慧城市」之一（The TOP 7 of 2012）。4月27日，獲ENO頒發「綠色城市」獎章，成為亞洲第19個獲頒綠色城市獎章的城市，隨後並在台中舉辦第2屆ENO亞太年會。2013年6月7日，打敗加拿大多倫多和愛沙尼亞塔林取得「2013全球智慧城市首獎」首獎。。
國際會議協會ICCA公布的2023年全球會議指標排名，台中市在亞太區域排名為46，全球排名第228名。
美世生活品質調查公布2023年對全球241個城市所進行的評比，台中市在其中名列95名。
在2020年GaWC所公布之世界級城市名單中，臺中市為Gamma級城市，但在2022年發佈的世界級城市名單中被降級為可自足等級。

### 引用
1. ↑  唐在馨. . 自由時報. 2012-03-26  [2016-04-01]. （原始内容存档于2016-04-01） （中文（臺灣））.
2. 1 2 3  . 臺中市: 臺中市政府農業局. 2014-06-24  [2017-04-23]. （原始内容存档于2017-04-24） （中文（臺灣））.
3. ↑  國立政治大學原住民族研究中心. . 原住民族委員會. 2017.
4. ↑  .   [2023-05-10]. （原始内容存档于2023-07-31）.
5. ↑  自由時報電子報. . news.ltn.com.tw. 2017-08-03  [2023-09-02]. （原始内容存档于2023-09-02）.
6. ↑  中央研究院數位文化中心. . 台灣東販. 2018-01-03: 23. ISBN 9789860546279.
7. ↑  . 台灣總督府.  事件发生在 22:25. 1920  [2018-01-19]. （原始内容存档于2018-09-03） （日语）.
8. 1 2  . 中央研究院民族研究所.   [2013-09-29]. （原始内容存档于2016-03-12）.
9. ↑  李建霖. . 中華民國教育部、原民會.   [2016-04-01]. （原始内容存档于2015-06-03）.
10. ↑  李建霖. . 中華民國教育部原民會.   [2016-04-01]. （原始内容存档于2015-06-03）.
11. ↑  劉寧顏 (编). . 國史館台灣文獻館. 1994-06-01.
12. ↑  《臺灣總督府府報》〈府令第二十號〉，1897年6月10日
13. ↑  盧思岳. . 中華文化總會. ISBN 9789866573309.
14. ↑  .   [2017-01-10]. （原始内容存档于2010-08-22）.
15. ↑  《臺灣總督府府報》〈府令第四十七號〉，1920年8月10日
16. ↑  《臺灣總督府府報》〈府令第四十三號〉，1920年7月30日
17. ↑  行政區域簡介-臺中市 （页面存档备份，存于），內政部民政司
18. ↑  日治時期臺灣行政區沿革 （页面存档备份，存于），中央研究院台灣史研所 台灣歷史文化地圖
19. ↑  周志仁.  (PDF). 東海大學圖書館館刊 (東海大學圖書館). 2021-07-15, (58): 23-58  [2023-09-25]. （原始内容存档 (PDF)于2023-07-31）.
20. ↑  《臺灣總督府府報》〈府令第四十四號〉
21. ↑  《臺灣總督府府報》〈府令第一七零號〉
22. 1 2 3  .   [2017-01-22]. （原始内容存档于2017-02-02）.
23. ↑  .   [2009-05-25]. （原始内容存档于2014-08-10）.
24. ↑  .   [2009-05-25]. （原始内容存档于2014-08-10）.
25. ↑  . 大紀元. 2009-04-20  [2016-04-01]. （原始内容存档于2016-03-11） （中文（繁體））.
26. ↑  . 雅虎.[]
27. 1 2   (PDF). 臺中市政府環境保護局.   [2019-08-14]. （原始内容存档 (PDF)于2019-08-14）.
28. ↑  . 台中市和平區公所. 2016-06-27  [2017-01-26]. （原始内容存档于2017-02-02）.
29. ↑  似懂非懂. . 台中: Hyweb Technology Co. Ltd. 2006年12月8日: 9  [2017-01-26]. （原始内容存档于2017年2月2日） （中文）.
30. ↑  . 國立台灣大學地理環境資源學系. 2016-06-27  [2017-01-26]. （原始内容存档于2017-02-02）.
31. ↑  潘國樑. . 台中: 台灣五南圖書出版股份有限公司. 2013年10月23日: 757  [2017-01-26]. ISBN 9789571173719. （原始内容存档于2017年2月2日） （中文）.
32. ↑  王崇鈇.  (PDF). 台電公司電源開發處. 2010-04-22  [2017-01-26]. （原始内容存档 (PDF)于2013-12-20）.
33. ↑  . 渡假出版社有限公司. 2010-04-22  [2017-01-28]. （原始内容存档于2017-08-21）.
34. ↑  . 蘋果日報. 2016年1月24日  [2017-01-28]. （原始内容存档于2017-02-02）.
35. ↑  . 台中氣象站. 2016年1月24日  [2017-01-28]. （原始内容存档于2017-04-23）.
36. ↑  .   [2017-08-10]. （原始内容存档于2017-09-08）.
37. ↑  .   [2017-08-10]. （原始内容存档于2017-08-10）.
38. ↑  楊貴三; 沈淑敏. . 國史館台灣文獻館. 2010-11-01. ISBN 9789860250329.
39. ↑  黃秀政. . 臺中縣立文化中心. 2001-12-01: 20. ISBN 9789570297232.
40. ↑  曾麗芳. . 工商時報. 2016-04-01  [2019-08-09]. （原始内容存档于2020-02-15）.
41. ↑  陳建志. . 自由時報. 2019-07-30  [2019-08-09]. （原始内容存档于2019-08-09）.
42. ↑  褚炳麟.  (PDF). 財團法人地工技術研究發展基金會.   [2019-08-09].[永久]
43. ↑  . 台中市. 2011-02-08  [2017-01-27]. （原始内容存档于2017-02-02） （中文（繁體））.
44. 1 2   (PDF). 經濟部水利署. 2002  [2016-04-01]. （原始内容 (PDF)存档于2016-03-04） （中文（繁體））.
45. ↑  . 台灣月刊. 2011-02-08  [2017-01-27]. （原始内容存档于2016-10-29） （中文（繁體））.
46. ↑  . 經濟部水利署全球資訊網.   [2016-02-21]. （原始内容存档于2015-10-29） （中文（繁體））.
47. ↑  . 經濟部水利署水利規劃試驗所. 2010-08-08  [2017-01-27]. （原始内容存档于2017-02-02） （中文（繁體））.
48. ↑  . 經濟部水利署水利櫥窗. 2011-02-08  [2016-04-01]. （原始内容存档于2014-02-28） （中文（繁體））.
49. ↑   (PDF). 台中市政府. 2010-08-08  [2017-01-27]. （原始内容 (PDF)存档于2017-02-02） （中文（繁體））.
50. ↑  . 經濟部水利署. 2010-08-08  [2017-01-27]. （原始内容存档于2017-02-02） （中文（繁體））.
51. ↑  . 東海山社溯溪館. 2016-04-01  [2016-04-01]. （原始内容存档于2016-03-04） （中文（繁體））.
52. ↑  一說發源於中央山脈的合歡主峰西側，亦即主張北港溪以瑞岩溪為源流，. 經濟部水利署水利櫥窗.   [2016-04-01]. （原始内容存档于2015-10-29） （中文（繁體））.
53. ↑  台灣的河川 林孟龍/著 ISBN 9573049384 2002年4月出版
54. ↑  .   [2017-08-09]. （原始内容存档于2017-05-16）.
55. ↑  . 危險水域.   [2023-06-05]. （原始内容存档于2023-06-05）.
56. ↑  . 中央氣象署.   [2012-12-21]. （原始内容存档于2013-05-10）.
57. ↑  .   [2017-08-09]. （原始内容存档于2017-08-09）.
58. ↑  .   [2017-08-09]. （原始内容存档于2017-08-09）.
59. 1 2  陳國川 (编). . 臺中市政府. 2008. ISBN 9789860153866.
60. 1 2 3  陳國川.  (PDF). 教育部地理學科中心. 2007-05-12  [2017-08-09]. （原始内容存档 (PDF)于2017-08-09）.
61. ↑  .   [2017-08-09]. （原始内容存档于2017-08-09）.
62. ↑  漂亮家居編輯部 (编).  第一版. 臺灣: 麥浩斯. 2016-08-20: 78. ISBN 9789864081851.
63. ↑  陳世宗. . 中時電子報. 2017-09-08  [2019-08-16]. （原始内容存档于2020-02-15）.
64. ↑  . 臺中市政府環境保護局.   [2019-08-16]. （原始内容存档于2018-08-16）.
65. ↑  鮮明. . 天下雜誌. 2017-07-25  [2021-02-18].
66. ↑  謝啓賢; 陳瓊安; 李政諭. . www.richitech.com.tw. 2019-04-02  [2021-02-18]. （原始内容存档于2021-04-14）.
67. ↑  . 中央社. 2020-03-07  [2021-02-18]. （原始内容存档于2021-04-14）.
68. ↑   (PDF). 中華民國內政部: 3. 2020-08-05  [2021-02-18]. （原始内容存档 (PDF)于2021-03-01）.
69. ↑  . 勞動統計查詢網. 中華民國勞動部.   [2021-10-19]. （原始内容存档于2021-10-19） （中文（臺灣））.
70. ↑  簡惠茹. . 自由時報. 2021-07-08  [2021-10-19]. （原始内容存档于2021-10-29） （中文（臺灣））.
71. ↑  朱語蕎. . 地產天下. 自由時報. 2021-08-25  [2021-10-19]. （原始内容存档于2021-10-28） （中文（臺灣））.
72. ↑  .   [2017-01-14]. （原始内容存档于2017-01-16）.
73. ↑  . 行政院原住民族委員會.   [2016-04-01]. （原始内容存档于2015-07-17） （中文（繁體））.
74. ↑  蘇芳禾、邱燕玲. . 自由時報. 2014-01-15  [2016-04-01]. （原始内容存档于2014-02-17） （中文（繁體））.
75. ↑  .   [2017-01-14]. （原始内容存档于2017-01-16）.
76. ↑  .   [2017-01-14]. （原始内容存档于2017-01-16）.
77. ↑  .   [2017-01-14]. （原始内容存档于2017-01-16）.
78. 1 2  蕭景楷 (编). . 臺中市政府. 2008. ISBN 9789860153903.
79. ↑   (PDF) (新闻稿). 行政院主計總處. 2017-05-30  [2018-06-25]. （原始内容存档 (PDF)于2018-06-25） （中文（臺灣））.
80. ↑  . statistic.ndc.gov.tw. 國家發展委員會.   [2020-08-28]. （原始内容存档于2020-09-11）.
81. ↑  . 今周刊. 2004-12-23  [2018-05-14]. （原始内容存档于2018-05-14） （中文）.
82. ↑  . 台灣土地開發股份有限公司. 2009-06-09  [2018-08-08]. （原始内容存档于2018-08-08） （中文）.
83. ↑  . 台灣都計.   [2014-03-15]. （原始内容存档于2013-09-10）.
84. ↑  孟祥瀚 (编). . 臺中市政府. 2008. ISBN 9789860153880.
85. ↑  . 台中市政府新聞局. 2013-08-12  [2016-04-01]. （原始内容存档于2015-09-24） （中文（繁體））.
86. ↑  . 台中市政府.   [2016-04-01]. （原始内容存档于2016-04-01） （中文（繁體））.
87. ↑  . 台中市政府.   [2016-04-01]. （原始内容存档于2016-03-06） （中文（繁體））.
88. ↑  .   [2019-06-04]. （原始内容存档于2019-06-04）.
89. ↑  .   [2019-03-18]. （原始内容存档于2013-06-18）.
90. ↑  .   [2019-03-18]. （原始内容存档于2019-03-27）.
91. ↑  .   [2019-03-18]. （原始内容存档于2019-03-27）.
92. ↑  郝, 雪卿. . 中央通訊社. 2012-01-27  [2016-04-01]. （原始内容存档于2016-03-17） （中文（繁體））.
93. ↑  洪敬浤. . 聯合新聞網. 2019-08-09  [2019-08-09]. （原始内容存档于2019-08-09）.
94. ↑  風雨無阻 台中同志遊行吸引上千位民眾到場參與 （页面存档备份，存于）聯合新聞網「2020-11-14 19:49」
95. ↑  台中同志大遊行 喊出盼獲接納心聲 （页面存档备份，存于）公視新聞網
96. ↑  台中同志大遊行 林市長揮彩虹旗致意 強調所有性向者都有權相愛成家 （页面存档备份，存于）臺中市政府新聞局「2015-10-03」
97. ↑  彩虹旗象徵尊重多元文化 中市府打造友善城市 （页面存档备份，存于）臺中市政府全球資訊網「2016-12-06」
98. ↑  顛覆文化沙漠 台中特色書店一家一家開 （页面存档备份，存于），聯合報，2018-4-27
99. ↑  彭瑞金 (编). . . 國立臺灣文學館. 2008-12-01. ISBN 9789860171051.
100. ↑  台灣文學館，「2007台灣作家作品目錄」搜尋系統。
101. ↑   (PDF).   [2016-12-27]. （原始内容存档 (PDF)于2013-06-20）.
102. ↑  .   [2016-01-06]. （原始内容存档于2016-03-04）.
103. ↑  . MICHELIN Guide.   [2023-09-05]. （原始内容存档于2023-09-05） （中文（繁體））.
104. ↑  . MICHELIN Guide.   [2023-09-05]. （原始内容存档于2023-09-05） （中文（繁體））.
105. ↑  . 台中市政府新聞局. 2014-11-07  [2016-04-01]. （原始内容存档于2015-09-24） （中文（繁體））.
106. ↑  . 教育部體育署.   [2019-08-09]. （原始内容存档于2019-08-09）.
107. ↑  . 教育部體育署網站. 2009-12-04  [2016-04-01]. （原始内容存档于2013-12-26） （中文（繁體））.
108. ↑  李弘斌. . Superbird - 就是鳥部落格轉載自中國時報電子報. 2007-12-29  [2016-04-01]. （原始内容存档于2014-03-14） （中文（繁體））.
109. ↑  戚海倫. . 蘋果日報. 2004-04-29  [2016-04-01]. （原始内容存档于2016-03-04） （中文（繁體））.
110. ↑  戚海倫. . 蘋果日報. 2004-04-29  [2016-04-01]. （原始内容存档于2016-03-29） （中文（繁體））.
111. ↑  . 奇摩新聞轉載自全國廣播. 2012-09-07  [2016-04-01]. （原始内容存档于2016-03-17） （中文（繁體））.
112. ↑  路皓惟. . ETtoday運動雲. 2021-02-15  [2021-02-18]. （原始内容存档于2021-04-14）.
113. ↑  .   [2018-09-03]. （原始内容存档于2016-10-09）.
114. ↑  . 臺中市政府觀光旅遊局.   [2020-08-25]. （原始内容存档于2020-09-11）.
115. ↑  .   [2013-09-29]. （原始内容存档于2013-10-02） （中文（繁體））.
116. ↑  .   [2013-09-29]. （原始内容存档于2013-10-02） （中文（繁體））.
117. ↑  . 中華民國統計資訊網. 2013-05-01  [2016-04-01]. （原始内容存档于2013-06-26） （中文（繁體））.
118. ↑  . 財團法人醫院評鑑暨醫療品質策進會. 2014-01-24  [2016-04-01]. （原始内容存档于2015-07-17） （中文（繁體））.
119. ↑  .   [2008-09-28]. （原始内容存档于2008-09-12）.
120. ↑  . 台灣高鐵.   [2019-08-28]. （原始内容存档于2019-08-22）.
121. ↑   (PDF). 臺中市政府.   [2016-08-17]. （原始内容存档 (PDF)于2016-09-15）.
122. ↑  捷運藍線綜合規劃公聽會 （页面存档备份，存于）臺中市政府交通局「2020-08-28 16:18」
123. ↑  . www.tcmetro.tw. 臺中捷運公司.   [2019-08-23]. （原始内容存档于2019-08-23）.
124. ↑  李忠憲. . www.ettoday.net. ETtoday. 2018-06-22  [2020-08-25]. （原始内容存档于2020-09-11）.
125. ↑  張順祥. . Rti 中央廣播電臺. 2020-01-14  [2020-08-25]. （原始内容存档于2020-09-11）.
126. ↑  洪, 敬浤. . 聯合新聞網. 2015-03-24  [2016-04-01]. （原始内容存档于2016-03-04） （中文（臺灣））.
127. ↑  . 台中市政府交通局. 2015-01-05  [2016-04-01]. （原始内容存档于2016-03-06） （中文（繁體））.
128. ↑  .   [2016-03-27]. （原始内容存档于2016-03-30）.
129. ↑  .   [2016-03-27]. （原始内容存档于2016-03-24）.
130. ↑  . 臺中港務分公司.   [2019-07-27]. （原始内容存档于2020-03-23）.
131. ↑  〈中部〉紓解台灣大道車流 捷運藍線交通部審查通過 （页面存档备份，存于），自由時報，2016-12-23
132. ↑  . 交通部臺灣區國道高速公路局.   [2017-02-08]. （原始内容存档于2017-05-04）.
133. 1 2  . 中華民國交通部公路總局.   [2017-02-08]. （原始内容存档于2017-05-04）.
134. ↑  . 法務部全國法規網. 2013-07-03  [2016-04-01]. （原始内容存档于2021-09-24） （中文（臺灣））.
135. ↑  . 臺中市政府建設局 道路養護科. 2012-12-24  [2016-04-01]. （原始内容存档于2015-09-24） （中文（臺灣））.
136. ↑  . 中華民國交通部公路總局.   [2017-02-08]. （原始内容存档于2016-05-21）.
137. ↑  . 交通部交通統計查詢網.   [2016-04-01]. （原始内容存档于2016-03-05） （中文（臺灣））.
138. ↑  . []中華民國內政部]]. 2012-12-03  [2016-04-01]. （原始内容存档于2013-10-02） （中文（臺灣））.
139. ↑  鄒景雯; 唐在馨. . 自由時報. 2007-06-02  [2016-04-01]. （原始内容存档于2016-02-02） （中文（臺灣））.
140. ↑  林嘉琪. . 自由時報. 2012-12-28  [2016-04-01]. （原始内容存档于2014-10-25） （中文（繁體））.全球夜生活之都 台灣3都上榜
141. 1 2  . AIPH.   [2013-11-03]. （原始内容存档于2014-10-13） （英语）.
142. ↑  . 今日新聞. 2012-09-12  [2016-04-01]. （原始内容存档于2015-10-06） （中文（繁體））.
143. 1 2 3 4  . 台中市政府.   [2024-10-28]. （原始内容存档于2024-10-08） （中文（繁體））.
144. ↑  . 臺中市洲際棒球場.   [2019-08-15]. （原始内容存档于2019-08-15）.
145. ↑  . 今日新聞. 2012-09-12  [2016-04-01]. （原始内容存档于2015-10-06） （中文（繁體））.
146. ↑  吳琍君. . Rti 中央廣播電臺. 2020-02-08  [2020-08-28]. （原始内容存档于2020-09-11）.
147. ↑  . 臺中市新聞局. 2014-10-24  [2014-10-24]. （原始内容存档于2014-10-24） （中文（繁體））.
148. ↑  .   [2012-01-21]. （原始内容存档于2014-10-24）.
149. ↑  . IBM.   [2016-04-01]. （原始内容存档于2015-07-11） （中文（繁體））.
150. ↑  .   [2012-01-21]. （原始内容存档于2011-12-29）.
151. ↑  楊, 文琳. . 華視. 2011-03-31  [2016-04-01]. （原始内容存档于2016-03-09） （中文（繁體））.
152. ↑  楊, 文琳. . 今日新聞. 2011-03-31  [2016-04-01]. （原始内容存档于2014-10-24） （中文（繁體））.
153. ↑  . yahoo奇摩. 2012-02-07  [2016-04-01]. （原始内容存档于2012-02-09） （中文（繁體））.
154. ↑  . 大紀元台灣. 2013年6月9日  [2019年8月14日]. （原始内容存档于2019年8月14日） （中文（臺灣））.
155. ↑  . 聯合新聞網. 2013-06-09.[]
156. ↑  .   [2024-07-06]. （原始内容存档于2024-06-17）.（英文）
157. ↑  .   [2024-07-06]. （原始内容存档于2024-07-01）.（英文）
158. ↑  . GaWC. 2020-08-24  [2017-05-28]. （原始内容存档于2020-08-24） （英语）.
159. ↑  . GaWC - Research Network. Globalization and World Cities.   [2022-05-24]. （原始内容存档于2022-05-24）.（英文）

## 外部連結
政府
- 臺中市政府（页面存档备份，存于）（繁體中文）
- 臺中市議會（页面存档备份，存于）（繁體中文）

概覽
- LocalWiki-台中文學地景（页面存档备份，存于）（繁體中文）

旅遊
- 臺中觀光旅遊網（页面存档备份，存于）（繁體中文）
- 维基导游上有關臺中市（繁體中文）的旅行指南

地圖及衛星照片
- OpenStreetMap上有關臺中市的地理
- 谷歌地圖上的臺中（页面存档备份，存于）